# Magyar katonai attasé szolgálat
A magyar katonai attasé szolgálat, a magyar katonadiplomácia egyaránt része a magyar diplomáciának és a magyar honvédelemnek. Az első magyar katonai attasék az Osztrák–Magyar Monarchia szolgálatában tevékenykedtek. Az önálló magyar szolgálat kezdetei az őszirózsás forradalom idejére tehetők. A trianoni békeszerződés elvette Magyarországtól azt a jogot is, hogy katonai attasékat küldhessen külföldi diplomáciai képviseleteire. Ekkor úgynevezett rejtett katonai attasék tevékenykedtek Magyarország néhány diplomáciai képviseletén. Ezután, a második világháborúig tartó időszakban alakult ki a hivatalos magyar katonai attasé szolgálat, amely a második világháború előtt és alatt a Honvédelmi Minisztériumon belül a Vkf-2 osztály, utána az MNVK 2. Csoportfőnökség, a rendszerváltás után pedig a Katonai Felderítő Hivatal szervezeti keretébe tartozott.
A második világháború után a magyar katonai attasé szolgálat is szovjet befolyás alá került és bizonyos függetlenedési törekvések ellenére a rendszerváltozásig lényegében megmaradt ez a helyzet. 1990 után a szolgálat is új alapokon, a függetlenségét őrizve szerveződött újjá. A 21. században a magyar katonai attasé szolgálat immár a nyugati szövetségi rendszer keretén belül, de önálló módon tevékenykedik.

## Története

### Előzmények
A Habsburg-birodalomban 1810-ben küldtek ki először külképviseletre úgynevezett „attachierter Offizier" beosztásba katonatisztet. A Radetzky és Metternich által kiadott alaputasításuk feladatukká tette a megfigyelendő állam katonai potenciáljának teljes felderítését, de kifejezetten megtiltotta olyan eszközök felhasználását, amelyek a kémkedés fogalmához tartoznak és így a szolgálatot kompromittálhatnák.
1860-ban, majd 1868-ban új utasításokban szabályozták a külképviseletekre delegált katonatisztek tevékenységét. 1868-ban jelent meg hivatalos szövegben először a „katonai attasé" kifejezés, jóllehet a gyakorlatban már régebben használatos volt. Az újabb utasítások kiterjesztették a katonai attasé jelentési kötelezettségét a politikai kérdésekre, a haditengerészet, a haditechnika és a mozgósítás problémáira. Az 1873-as utasítás már érvényben maradt egészen 1918-ig. Ez pontokba szedte a szolgálat célját és egyben az ide beosztott tisztek feladatait:
1. Tájékoztató tevékenység a hadügyminisztérium számára.
2. A külképviselet vezetőjének segítése katonai referensként.
3. Egyéb, főleg katonadiplomáciai feladatok.

A katonai attasék diplomáciai vonatkozásban a külképviselet vezetőjének alárendeltségében, katonai, szolgálati vonatkozásban pedig a bécsi hadügyminisztérium alárendeltségében voltak; katonai rendfokozatukat megtartották. Az utasítás azonban aláhúzta a katonai attasék különleges helyzetét azzal, hogy leszögezte: „Miután a katonai meghatalmazottak és a katonai (tengerészeti) attasék nem tartoznak a diplomáciai hierarchiához és szolgálati tevékenységük magával hozza, hogy a külképviselet vezetőjével bizonyos tekintetben függő, más tekintetben mellérendelt avagy független viszonyban állanak, nem lehetséges a külképviselethez fűződő viszonyukat minden esetre kiterjedően szabályozni."

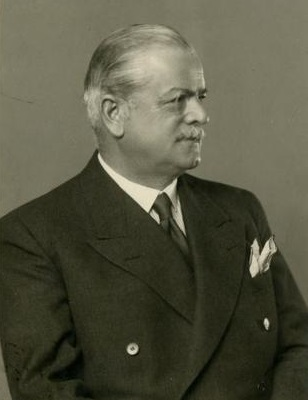
Tánczos Gábor az 1930-as években

A 19. század második felében a katonai attasé szolgálat munkájának irányítása a vezérkar hírszerző szervének, a Nyilvántartó Irodának, (Evidenzbüro) a hatáskörébe tartozott. Franz Conrad von Hötzendorf tábornok, vezérkari főnök ragaszkodott ahhoz, hogy a politikai kérdésekről is közvetlenül tájékozódjék a katonai attasék útján, a külügyminisztérium megkerülésével.
A katonai attasék feladatkörének legfontosabb része a fogadó állam katonai képességeinek felderítése volt, azonban szigorúan tilos volt ügynököket beszervezniük, foglalkoztatniuk. Az ilyen jellegű személyes kapcsolatok kiépítése azonban a gyakorlatban nélkülözhetetlen volt a munkájukhoz. Ezért már ekkor, mint ahogy a későbbiekben is, a katonai attasénak kellett megtalálnia a bizonytalan határt tevékenységének legális és illegális eszközei között.
Az Osztrák–Magyar Monarchiában magyar hírszerző, vagy katonadiplomáciai szolgálat nem volt, mivel a kiegyezési törvény a külügyet és a hadügyet a közös ügyek közé sorolta. A szolgálatnak csekély számban azért voltak magyar vezérkari tiszt tagjai, mint például Tánczos Gábor, Dáni Béla, Horváth Kálmán  katonai attasék, valamint Jankovich Arisztid, akit kineveztek, de kiküldetésére már nem került sor. Az Evidenzbüróban szolgált Stojakovics (Sztójay) Döme és Czibur András. Nevezettek 1918. november után a Magyar Királyi Honvédségnél folytatták pályafutásukat.

### Az önálló magyar katonadiplomácia létrejötte

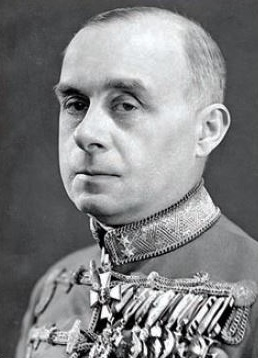
Sztójay Döme 1944-ben miniszterelnökként

Magyarország az őszirózsás forradalom idején, az önálló magyar külügyi szolgálat kiépítése során döntött az első magyar katonai attasék kiküldetéséről, az osztrák—magyar hadsereg katonai attasé szolgálatának tapasztalataira támaszkodva. 1918. november 5-én a minisztertanács határozatot hozott a szomszédos országokba kiküldendő diplomaták, úgynevezett politikai megbízottak kiválasztására, akik mellé katonai és kereskedelmi attasékat is be kell osztani.
A korabeli magyar Hadügyminisztérium a magyar külpolitika kialakításában és a külügyi szervezet létrehozásában is jelentős szerepet kívánt játszani. A minisztérium katonapolitikai osztálya foglalkozott a katonai vezetést is érdeklő politikai kérdésekkel. Az itt tevékenykedő tisztek még a közös hadseregben szereztek vezérkari képesítést; körük csaknem ugyanazon személyi összetételben szolgálta végig az őszirózsás forradalom majd a Tanácsköztársaság időszakát, utána pedig ők adták az alapját a Horthy-rendszer katonapolitikai szolgálatának. Az osztály első vezetője Tánczos Gábor lett, tagjai között volt Knauz (a későbbi Szombathelyi) Ferenc százados, Bajnóczy József százados, Béldy Alajos százados, és itt kezdte szolgálatát a forradalom győzelme után többek között Gömbös Gyula százados. Ezeket a hivatásos tiszteket — egzisztenciális okok mellett — a kormánynak az a törekvése kötötte a polgári forradalomhoz, hogy igyekezzen megőrizni az ország területi integritását és belső rendjét a radikálisabb forradalmi törekvésekkel szemben.

#### Bécs
Az első magyar katonai külképviselet, a bécsi magyar katonai meghatalmazotti hely az Osztrák—Magyar Monarchia felbomlásának során jött létre a magyar eredetű, illetve magyar vonatkozású vagyoni és szellemi értékek megmentésére létrejött magyar felszámoló testületből. A Bécsben szolgálatot teljesítő magyar katonákat az 1918. november 1-ével létrehozott „Magyar Katonai Misszió" irányította, vezetője gróf Takách-Tolvay József vezérkari ezredes volt, aki addig a magyar királyi honvédelmi miniszter meghatalmazottjaként a bécsi közös hadügyminisztériumban teljesített szolgálatot. Ez a hivatal az összeomlás után a közös vagyon ügyeivel és a hazatérő magyar katonák irányításával foglalkozott. Magyar külképviselet hiányában Takách-Tolvay ezredes politikai kérdésekkel is szembesült, ezért szorgalmazta magyar diplomáciai képviselő küldését az akkori bécsi osztrák—német nemzeti tanácshoz a magyar érdekek megvédése céljából. A magyar kormány hamarosan ki is nevezte Harrer Ferencet Magyarország első bécsi követének, Takách-Tolvay ezredes pedig a hagyományos katonai attasé szerepkörét töltötte be mellette. 1919. februárjában azonban 11-én tette a minisztertanács úgy döntött, hogy egyelőre nem küld ki katonai attasékat. Ez a döntés csak egyetlen meglevő helyet érintett: a bécsi katonai meghatalmazott helyzetét. Takács-Tolvay ezredest a Hadügyminisztériumban nyugdíjazták, de a minisztertanács — a bécsi hely megtartása érdekében — átvette őt a Külügyminisztérium státusába, kinevezte I. osztályú követségi tanácsossá és beosztotta a bécsi magyar követséghez. Takács-Tolvay ebben a minőségében
már a Tanácsköztársaság bécsi követe, Bolgár Elek előtt tette le a fogadalmat, majd polgári diplomataként töltötte be a katonai meghatalmazott feladatkörét.

#### Berlin
Berlini magyar követség létrehozását tiltotta a világháborús harci cselekményeket lezáró belgrádi katonai egyezmény. A Hadügyminisztériumnak azonban Berlinben maradt négy tisztje, akik korábban a berlini osztrák—magyar katonai meghatalmazott beosztottjai voltak. A magyar Hadügyminisztérium a delegációnak a „berlini felszámolási bizottság" elnevezést adta, vezetőjéül a közöttük rangidős Hubrich Arisztid századost nevezte ki. A delegáció feladata a Magyarországon átvonult német csapatok, a nyugati hadszíntéren maradt magyar csapatok ügyeinek, a hadifoglyok hazaszállításának intézése, továbbá a Németország területén adódó egyéb más magyar vonatkozású ügyek kezelése volt.

#### Zágráb
A magyar kormány minél előbb diplomáciai kapcsolatba kívánt lépni a délszláv utódállamokkal, ezért november 8-án követet küldött Zágrábba Balla Aladár személyében. A követség katonai attaséja lett Gömbös Gyula vezérkari százados. Fő céljuk az volt, hogy megakadályozzák Horvátország csatlakozását az egységes délszláv államhoz, de gyorsan kiderült, hogy ez lehetetlen. Balla Aladár elhagyta Zágrábot, és Gömbös maradt ott magyar képviselőként, de a szerb–horvát—szlovén tanács honvédelmi biztosa hamarosan őt is távozásra kérte fel. A Hadügyminisztérium katonapolitikai osztálya ekkor belátta, hogy az egységes délszláv állammal feltétlen szükséges kapcsolatokra Belgrádban lesz lehetőség, ezért javasolta ottani képviselet létesítését. Erre azonban egyelőre nem kerülhetett sor.

#### Krakkó
A budapesti Hadügyminisztérium 1918. november 10-én egy háromtagú küldöttséget indított útba Krakkóba Köller György alezredes vezetésével a lengyel polgári és katonai hatóságokkal való kapcsolat felvétele, a keleti fronton levő magyar csapatok hazaszállítása, a Lengyelország területén maradt nagy mennyiségű magyar hadianyag biztosítása érdekében. A bizottság tartózkodási helyéül Krakkót jelölték ki.
Köller alezredes a rendkívüli körülmények között politikai jellegű tevékenységet is végzett. Felvette a kapcsolatot Varsóban a lengyel kormány képviselőivel, a lengyel vezérkar főnökével és megállapodást kötött arról, hogy a magyar katonák teljes fegyverzettel és felszereléssel utazhatnak haza Lengyelországon keresztül, ha a lengyel katonák is így térhetnek vissza hazájukba Magyarországon keresztül. Köller alezredes tiltakozott a lengyel hatóságoknál, amikor a lengyel csapatok megszállták Trencsén, Szepes és Árva vármegye területének egy részét. A küldöttség konzuli tevékenységet is folytatott: beutazási engedélyeket adott Magyarországra utazóknak. A Hadügyminisztérium katonapolitikai osztálya tervezetet készített egy magyar katonai meghatalmazott Varsóba való kiküldéséről, de erre végül nem került sor a kormány említett döntése miatt, miszerint katonai attasékat egyelőre nem küld ki.

### A Magyarországi Tanácsköztársaság és a katonadiplomácia

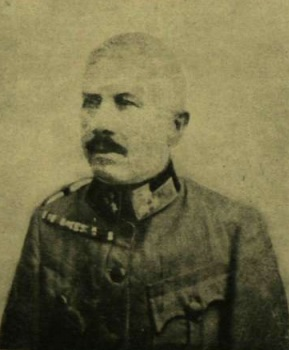
Linder Béla 1918-ban

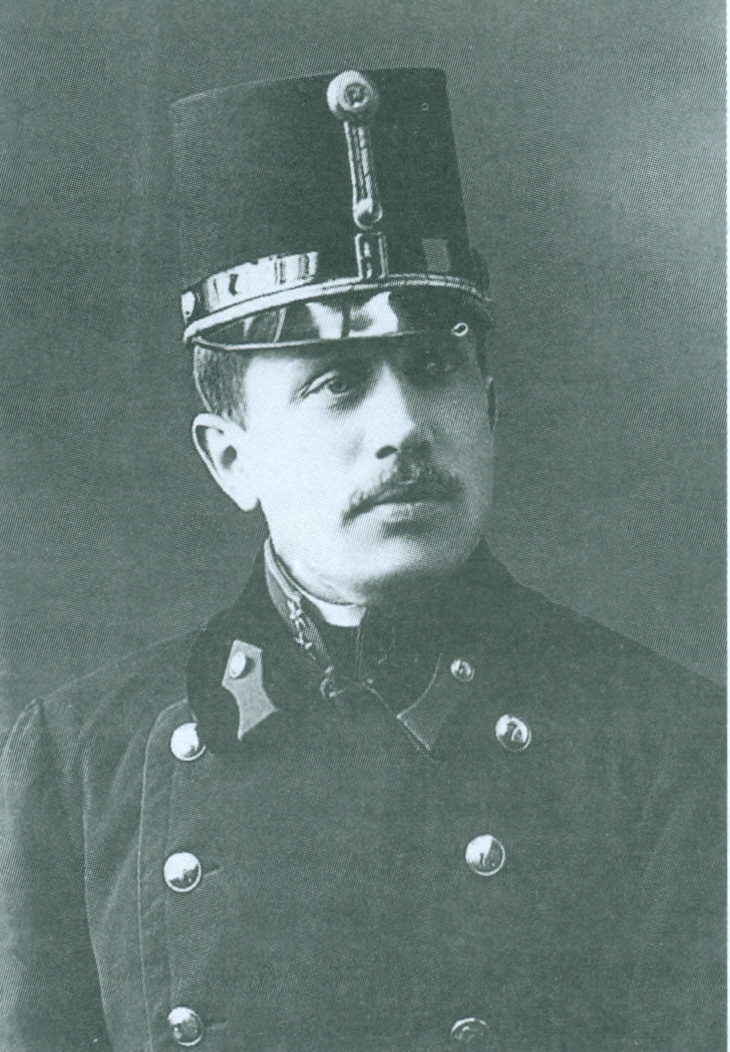
Janky Béla altábornagy

A Tanácsköztársaság Hadügyi Népbiztossága nem foglalkozott katonai attasék kiküldésével a magyarországi proletárdiktatúra államának nemzetközi elszigeteltsége, katonai fenyegetettsége, majd az ellene indított katonai intervenció körülményei között. Szövetségesével, Szovjet-Oroszországgal sem sikerült rendszeres összeköttetést kialakítania.
A Hadügyi Népbiztosság egyetlen külföldi katonadiplomáciai helyet örökölt a polgári kormányzattól, Takách-Tolvay József ezredes bécsi beosztását, ami hivatalosan a bécsi magyar követség tanácsosi posztja volt, és ezt a proletárdiktatúra egész fennállásának idején fenntartotta. Takách-Tolvay ezredes azonban május 2-án tevőlegesen részt vett a magyar jobboldali erők által a követség ellen intézett támadásban, amelynek során a követség pénzkészletét elrabolták. Emiatt őt a magyar diplomáciai szolgálatból elbocsátották, utóda Linder Béla ezredes lett, a Károlyi-kormány volt hadügyminisztere, akit a Hadügyi Népbiztosság a Külügyi Népbiztossággal egyetértésben kinevezett katonai meghatalmazottnak. Ez a poszt a Vörös Hadsereg dandárparancsnoki beosztásának felelt meg. A Tanácsköztársaság bukása után a Friedrich-kormány hadügyminisztériuma Linder Bélát azonnal felmentette a bécsi katonai meghatalmazotti állásból, egyidejűleg ideiglenes jelleggel ismét gróf Takách-Tolvay ezredest nevezte ki.
A bécsi „felszámoló hadügyminisztériumban” (Liquividierendes Kriegsministerium) tevékenykedő nagy létszámú magyar tiszti csoport tagjai általában örömmel üdvözölték a magyarországi ellenforradalom győzelmét, hiszen már korábban üzenetet kaptak Szegedről. Ottrubay őrnagy 1919. július 29-én levelet írt Bécsbe Janky Béla alezredesnek, a magyar katonai misszió tagjának, közvetítve Horthy parancsát: „... minden magyar tiszt maradjon feltétlenül a helyén, tegyen le bármi esküt, amelyet a bolsevikok követelnek, az eskü alól feloldja és egyúttal igazolja is őket a szegedi magyar kormány. Fő dolog, hogy rendületlenül a helyükön maradjanak, s jelenlegi beosztásukban képviseljék a szegedi kormány érdekeit." E tiszti csoport tagjai közül többen később vezető szerepet játszottak az ellenforradalmi korszak katonadiplomáciai szolgálatának kiépítésében.

### A szegedi hadügyminisztérium külpolitikai tevékenysége
1919 május végén a Tanácsköztársaság ellenében Szegeden létrejött Károlyi Gyula ellenkormánya, amely már rendelkezett bizonyos fegyveres erővel is. Tényleges támaszává a Szegedre menekült hivatásos tisztekből megalakult tiszti századok váltak.A fegyveres erők parancsnoka, Horthy Miklós ellentengernagy előbb hadügyminiszterként, később fővezérként fokozatosan kiépítette saját pozícióit, és az ellenforradalmi mozgalom tényleges vezetőjévé vált. Az általa vezetett „nemzeti hadsereg" megkezdte külföldi kapcsolatai kiépítését katonai segítség megszerzése érdekében.
Horthy Miklós 1919. június 25-én jóváhagyta a nemzeti hadsereg hírszerző osztályának szervezésére vonatkozó előterjesztést. Az osztály vezetője Ottrubay Károly vezérkari őrnagy lett feladatát a következőkben határozták meg:
1. Védelmi hírszerző szolgálat Szeged város területén, s a hadműveleti területen belül;
2. Támadó hírszerző szolgálat úgy a közeli, mint a messzi viszonylatokban;
3. Az ország különböző részeiben uralkodó hangulat és esetleges ellenforradalmi mozgalmak pontos nyilvántartása.

Károlyi Gyula miniszterelnök meghatalmazta Bethlen Istvánt, hogy Bécsben képviselje a szegedi kormányt. Bethlen katonai tanácsadója Vogt Valdemár vk. ezredes lett. Feladata volt az is, hogy az Ausztria és Csehszlovákia területén tervezett, a Tanácsköztársaság ellen irányuló katonai előkészületekben közreműködjék. Ezt azonban nem sikerült teljesítenie a cseh és a bécsi kormány tiltása miatt.

### Horthy Miklós fővezérségének katonadiplomáciai tevékenysége
A Tanácsköztársaság bukása után a tényleges hatalom Horthy Miklós kezébe került. Az általa megszervezett Fővezérség rendelkezett a külpolitikai kérdések feldolgozásához szükséges apparátussal is: a nyilvántartó csoport és a politikai csoport külügyi osztálya foglalkozott ezekkel a kérdésekkel. A nyilvántartó csoport, amely elnevezését a Nyilvántartó Iroda (Evidenzbüro), az Osztrák–Magyar Monarchia katonai hírszerzésének (fedő) elnevezéséből örökölte, de a II. csoport elnevezést is viselte, a szegedi I. hadműveleti csoport hírszerző osztályának tagjaiból alakult. Vezetője 1919 decemberéig Ottrubay Károly volt.
A nyilvántartó csoport feladatait a következőkben határozták meg:
1. Külföldi államok politikai és katonai viszonyainak nyilvántartása.
2. Külföldi katonai képviseletekkel való érintkezés.

A hadügyi vezetésben kialakult kettősség következtében a Hadügyminisztérium is foglalkozott külső hírszerzéssel az elnöki 5/b osztály révén. Az osztály vezetője Stojakovics Döme vk. őrnagy volt, aki később vezető szerepet játszott a VKF 2. osztály létrehozásában, s ezen belül a Horthy-hadsereg katonai attasé szolgálatának megszervezésében. A Hadügyminisztériumnak 1919 őszén egyetlen külföldi katonai képviselete volt, Takách-Tolvay ezredes Bécsben. Ő már igazi katonai attaséként működött. Soós Károly tábornok 1919. október 5-én utasítást küldött a számára a II. nyilvántartó csoport útján, hogy a régi AOK (Armeeoberkommando) által készített kiképzési és harcászati szabályzatot és más dokumentum-tervezeteket szerezze be és terjessze fel a Fővezérséghez. Ugyancsak figyelemmel kellett kísérni az új osztrák hadsereg fejlesztésével, kiépítésével kapcsolatos kérdéseket. Arra is utasították, hogy keresse fel Korner ezredest, a Staatsamt für Heerwesen (Hadügyi Állami Hivatal) elnöki osztályának főnökét, s kérje meg őt Soós tábornok nevében, hogy „... a megengedett határokon belül esetről-esetre felvilágosítást adjon a német—osztrák hadsereg és a vezérkar állapotáról".

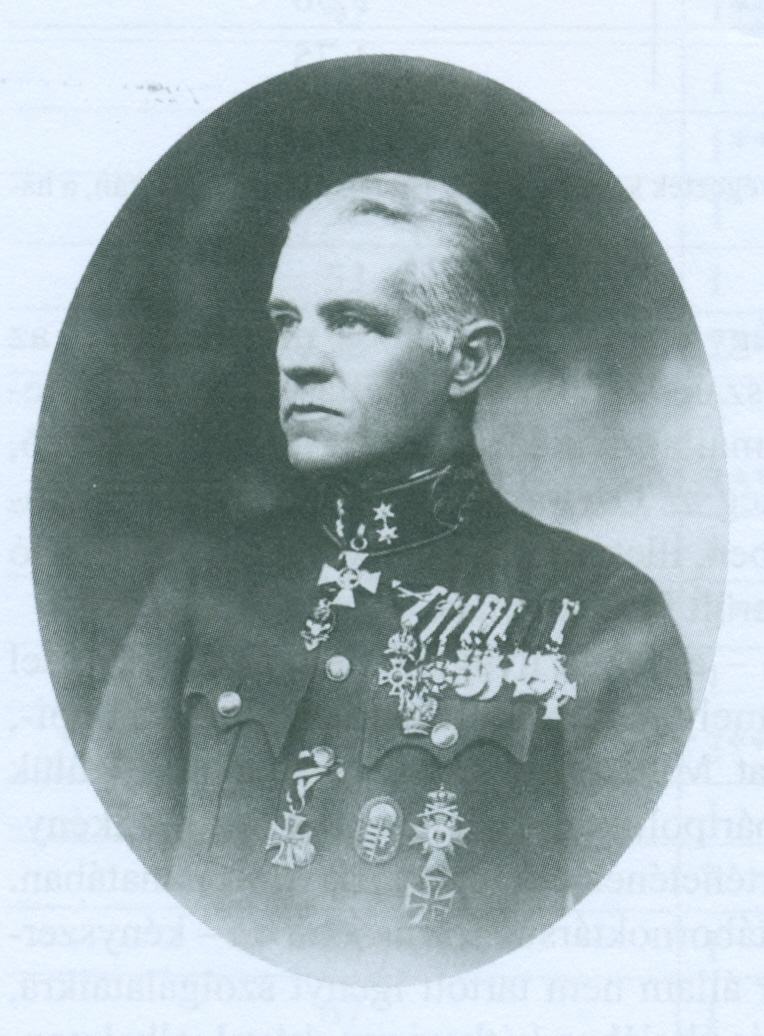
Vitéz báró lilienbergi Abele Ferenc

A Fővezérség és a Hadügyminisztérium közötti hatásköri vita után Berlinbe végül Abele Ferenc ezredest, a Hadügyminisztérium jelöltjét nevezték ki katonai megbízottnak. Feladatait a következők szerint szabták meg:
1. A német hadsereg meglevő szervezetének feldolgozása, a békefeltételek szerint előírt hadsereg megteremtésére tett intézkedések figyelemmel kísérése, a hadsereg fejlesztése érdekében — a békefeltételek kijátszásával — hozandó nem hivatalos intézkedések és a mozgósítással kapcsolatos előkészületek nyilvántartása.
2. Németország bel- és külpolitikai helyzetének állandó nyilvántartása.
3. Egyéb országok — a Szovjetunió, Lengyelország, és Franciaország — katonai, katonapolitikai felderítése a Németországban megszerezhető adatok alapján.

A Hadügyminisztérium javasolta a Fővezérségnek, hogy Abele ezredes mellé szervezzenek egy hírszerző csoportot.
A Fővezérség 1919 őszén már komoly katonai tervek készítésével foglalkozott. A Csehszlovákia elleni háború terveivel kapcsolatban Lengyelországban úgynevezett „tót légiót" szerettek volna felállítani, ezért Krakkóba küldték Guilleaume Árpád vezérkari ezredest, hogy felvegye a kapcsolatot Stanisław Haller lengyel tábornokkal. Guilleaume ezredes e célból a Külügyminisztériumtól diplomáciai megbízólevelet kapott a krakkói magyar útlevélhivatal vezetésére. Ez az „útlevélhivatal" a Csehszlovákia ellen tervezett akció meghiúsulása után is folytatta katonai jellegű tevékenységét, s később szerves részévé vált a titkos katonadiplomáciai szolgálatnak. A Fővezérség — Eckhardt Tibor külügyi kormánybiztos révén — szorgalmazta a Külügyminisztériumnál külképviseletek létrehozását Ukrajnában Gyenyikin hadseregénél és Bulgáriában is, hogy ezekhez katonákat oszthasson be. E két kapcsolat Románia diplomáciai bekerítésének lett volna egy-egy láncszeme. A Külügyminisztérium azonban az adott helyzetben nem volt képes e feladat megoldására.

### A rejtett katonai attasé szolgálat létrehozása
A trianoni békeszerződés a többi Párizs környéki békéhez hasonlóan tiltotta a katonadiplomáciai tevékenységet. A 142. pontban ez a megfogalmazás szerepelt: „Magyarország kötelezi magát, hogy jelen Szerződés életbelépésétől kezdve semmiféle idegen országba katonai, hadihajózási vagy léghajózási küldöttségnek megbízást nem ad, oda ilyeneket nem küld, s elutazni nem enged." Németországban és Ausztriában nyílt vita folyt arról, hogy a saját békeszerződéseikben szereplő hasonló passzusok a katonai attasék küldésének tilalmát is jelentik-e, de a magyar kormányzat a kérdés megvitatását kerülte, mert minden körülmények között szándékában állt katonai képviselők kirendelése a diplomáciai képviseletekre.
1920 folyamán a Fővezérség II. csoportja, a Hadügyminisztérium hírszerző osztálya és a Külügyminisztérium egyeztetéseket folytatott a katonai attasé szolgálat rejtett felállítása céljából. Úgy döntöttek, hogy a „katonai szakelőadók" külügyi hivatalnoki minőségben, konzulként működnek majd az egyes külképviseleteknél.
A kormányzó olyan fontosnak tartotta, külpolitikai elképzeléseinek megvalósítása érdekében, a „katonai szakelőadók” személyét, hogy kinevezésük jogát magának tartotta fenn. A szakelőadói szolgálatot teljesítő tiszteket 1920. augusztus 1-i hatállyal felvették a vezérkar állományába, de „a szolgálat teljesítésének különleges voltára tekintettel, s annak leplezése céljából" szolgálaton kívüli viszonyban, illetve nyugállományban való meghagyásuk mellett. A HM Elnöki A osztályának ezzel kapcsolatos bizalmas rendelete biztosította, hogy az érintetteket tényleges szolgálatot teljesítő vezérkari tiszteknek tekintik és minden vonatkozásban, tehát a rangsorolás, előléptetés, illetmény ügyekben a nemzeti hadsereg vezérkari tisztjeivel egyenlő elbírálásban részesülnek.
A katonai szakelőadók helyzetét rendező utasítás 1920 januárjában készült el a Hadügyminisztériumban. Ez lett az önálló magyar katonai attasé szervezet első szolgálati szabályzata. Eszerint:

„
1. A katonai szakelőadó az ország katonai központjának (a hadsereg vk. főnöke és Hüm) a külképviseleteknél ez idő szerint szükségszerűleg külügyi tisztviselői címmel beosztott szerve és egyben az illető külképviselet vezetőjének katonai szaktanácsosa.
2. Kirendelésének természetéből folyik munkaköre, valamint az illető külképviselet vezetőjével leplezetlen őszinteségében és összhangban való együttműködése.
3. Szakszolgálati szempontokban és személyügyi vonatkozásokban (tanulmányok, jelentések, speciális feladatok, minősítés, kitüntetés, büntetés, szabadság) a katonai szakelőadó közvetlenül a hadsereg vk. főnökéhez, illetőleg a Hümhöz van utalva és attól veszi utasításait is. Mindazonáltal a viselt cím involválta belfegyelem és az alárendeltség kidomborítása okánál fogva az illető külképviselet vezetője a katonai szakelőadóval szemben a feljebbvalói szerepet (büntetési jog gyakorlása nélkül) tölti be... Esetleges fegyelemsértésekről a Küm útján a Hüm-nek jelentést tesz.”

A szolgálati utasítás a katonai szakelőadók általános feladatait a következőkben jelölte meg:

„a) Az illető állam katonai szervezésének s fejlődésének megállapítása és tanulmányozása, kül-, belpolitikájának éber figyelemmel kísérése, amennyiben az utóbbiak az illető állam katonai életét befolyásolják.

b) Az illető állam Magyarország és a magyar érdekek ellen irányuló politikai és katonai törekvéseinek megállapítása, különös tekintettel a haderőre vonatkozó összes kérdésekre.

c) Az illető állam közlekedési, gazdasági, kereskedelemügyi, pénzügyi és kulturális s egyéb viszonyainak katonai szempontokból való megfigyelése.

d) Az illető állam föld- és néprajzi viszonyainak tanulmányozása, különös tekintettel a nemzetiségi kérdésekre. A népek jellemének, lelkének, hangulatának megismerése.

e) Katonai erődítések megállapítása különös fontossággal bír.

f) A szomszédos államok viszonyainak az a)—e) pontok szerinti megfigyelése.”

A rejtett katonai attasék működésének beindulása után jelentős gondot okozott, hogy fedésként konzuli címet kaptak. Ekkoriban a konzulok még a diplomáciai testületen kívüli önálló, alacsonyabb presztízsű testületet alkottak, mentességeik és kiváltságaik is szerényebbek voltak. Ezért 1921-től a katonai szakelőadók a konzuli cím helyett diplomáciai rangot, katonai rendfokozatuk függvényében követségi titkári vagy követségi tanácsosi címet kaptak.

#### Katonapolitikai célok

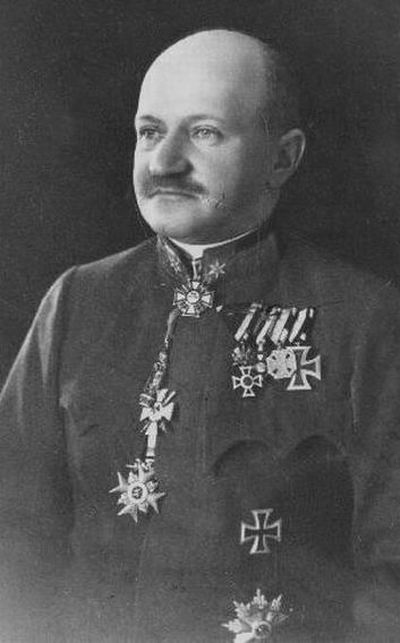
Berzeviczy Béla 1920 körül

Berzeviczy Béla vezérkari főnök 1920. októberi előterjesztésében összefoglalta a vezérkar külpolitikai elképzeléseit:

„a) a franciák útján a békefeltételek jóindulatú magyarázatát, a véderő szervezetének megváltoztatását (sorozott hadsereg), francia kölcsönt és hadseregünk
felfegyverzését és felszerelését elérni,

b) a románokkal francia támogatás mellett egy modus vivendit létesíteni,

c) a lengyelekkel az eddigi jó viszonyt ápolni,

d) a csehekkel és jugoszlávokkal gazdasági közeledést létesíteni,

e) Német-Ausztriában egy polgári kormány létesítését előmozdítani,

f) Németországgal megértetni, hogy a viszonyok tisztázása után számítunk a Németországgal való együttműködésre,

g) Olaszországot a jugoszláv állam sakkban tartására felhasználni.”

Az első nyolc katonai szakelőadói helyet ezért éppen a felsorolt országokban létesítette a vezérkar.

#### Állomáshelyek

##### Bécs

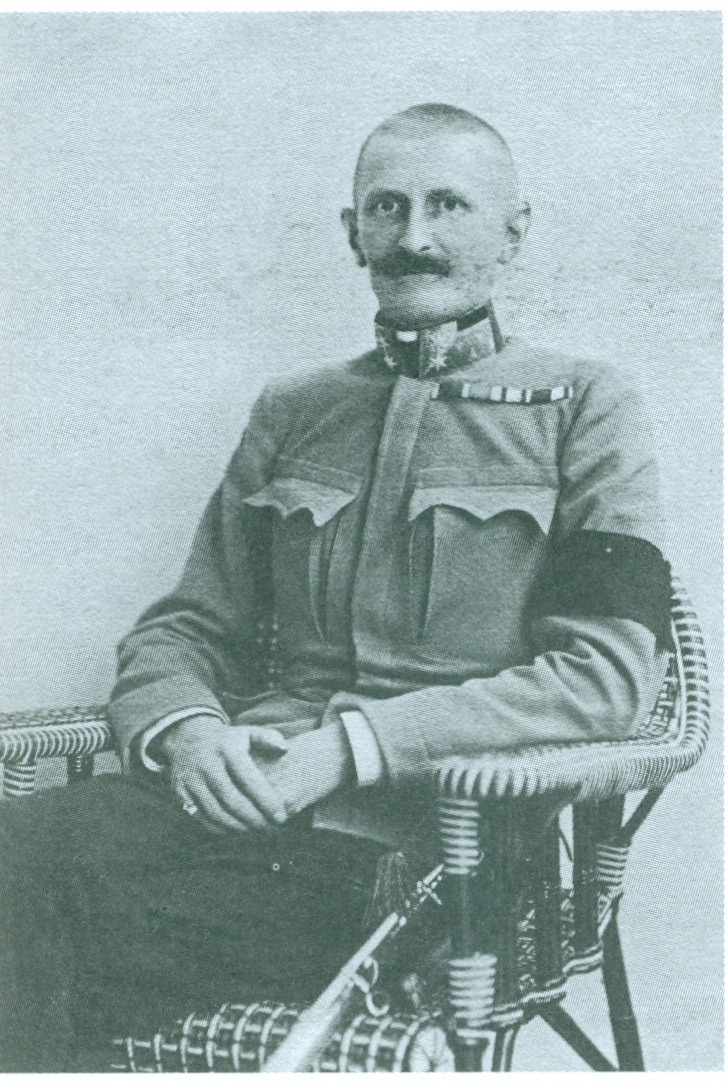
Lehóczky Béla címzetes altábornagy, bécsi rejtett katonai attasé 1920 és 1925 között

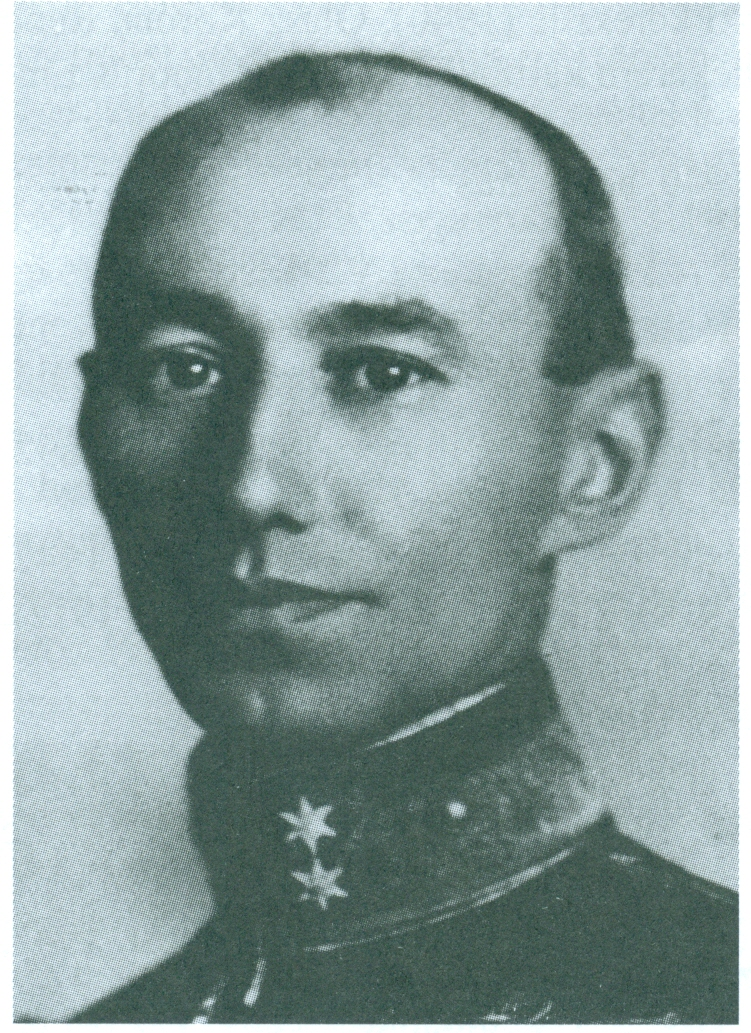
Fábry Dániel bécsi katonai attasé (1928–1930)

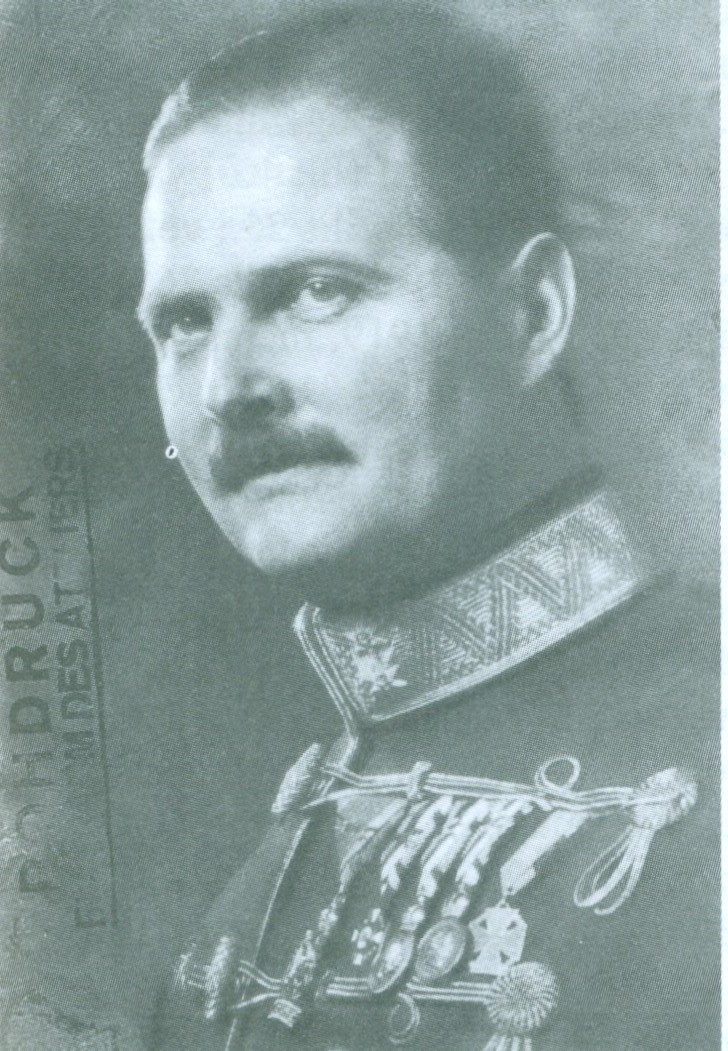
Hochenburger Antal bécsi katonai attasé (1930–1935)

Az osztrák fővárosban a háború után folyamatosan volt magyar katonai képviselet. Tevékenykedett itt a polgári kormányok hadügyminiszterének meghatalmazottja, a Tanácsköztársaság hadügyi népbiztosának megbízottja, sőt ott volt a szegedi ellenforradalmi kormány katonai képviselője is. Takách-Tolvay József vk. ezredes katonai meghatalmazottnak azonban a bankgassei rablás miatt 1919  decemberében el kellett hagynia Bécset. Karl Renner kancellár is kijelentette: „...kívánatosnak tartaná, ha a magyar kormány Takács grófot itteni lakosság előtt kevésbé gyűlölt tiszttel cserélné fel, mert helyzete itt már a követségi puccsnál játszott szerepe folytán is tarthatatlan." — idézte Gratz Gusztáv bécsi magyar követ jelentésében a kancellár szavait.
Az első rejtett attasé, Lehóczky Béla ezredes 1920 augusztusában érkezett Bécsbe. Egyik fő feladata volt a „Remény" elnevezésű akciónak, azaz az Ausztriában tervezett magyar katonai beavatkozásnak az előkészítése, amelynek révén megfelelő osztrák katonai körökkel együttműködve az osztrák szocialista kormányt kívánták megbuktatni. Az osztrák közvélemény azonban tudomást szerzett a tervről, a szocialista sajtó ismételten foglalkozott a kérdéssel és tiltakozott a tervezett magyar beavatkozás ellen.
A Remény hadművelet elképzelésének kudarca nyomán a katonai szakelőadó hagyományosabb feladatkörét 1921 februárjában új utasítás határozta meg:

„a) Ausztria, Cseh-Szlovákia, Románia és Jugoszlávia katonai és politikai felderítése.

b) Az Ausztriában működő fontosabb külföldi képviseletek és missziók figyelemmel való kísérése és az azokról való híradás (különösen a Magyarország ellen irányuló tevékenységükről).

c) Az Ausztriából, illetőleg az Ausztrián át Magyarország ellen irányuló kémszolgálat felderítése.

d) Az Ausztriában és a határos országokban létező kormányellenes titkos szervezeteknek figyelemmel kísérése és esetleg az összeköttetés fenntartása.”

A katonai szakelőadó munkáját számos beosztott segítette. A komolyabb illegális felderítési feladatok megoldására létrehozták az úgynevezett „S" csoportot, aminek tagja volt 1922-ben többek között Ujszászy István és Hindy Iván is. Feladataik közé tartozott a nemzetközi kommunista mozgalom bécsi tevékenységének megfigyelése is, különös tekintettel a bécsi magyar kommunista emigrációra. Lehóczky Béla 1925 augusztusában fejezte be bécsi kiküldetését, ekkor már tábornoki rendfokozata volt.
Lehóczky Béla tábornokot 1925-ben Janky Béla tábornok váltotta fel. Janky 1920—1923 között Münchenben teljesített szolgálatot Erich Ludendorff, a müncheni sörpuccs vezetője mellett, Horthy személyes megbízottjaként. Bécsbe helyezésekor felvették külügyi státusba követségi tanácsosi címmel. Megbízást kapott a kapcsolat tartására a a jobboldali fordulat végrehajtását tervező Heimwehr és az azt anyagilag is támogató magyar kormányzat között. Ezt a feladatot 1928, a legális katonai attasé hálózat létrehozása után is megtartotta: 1928 decemberében formálisan nyugdíjazták és mint „magánemberként" megbízták a Heimwehr vezetőivel való kapcsolattartással.

##### Berlin és München

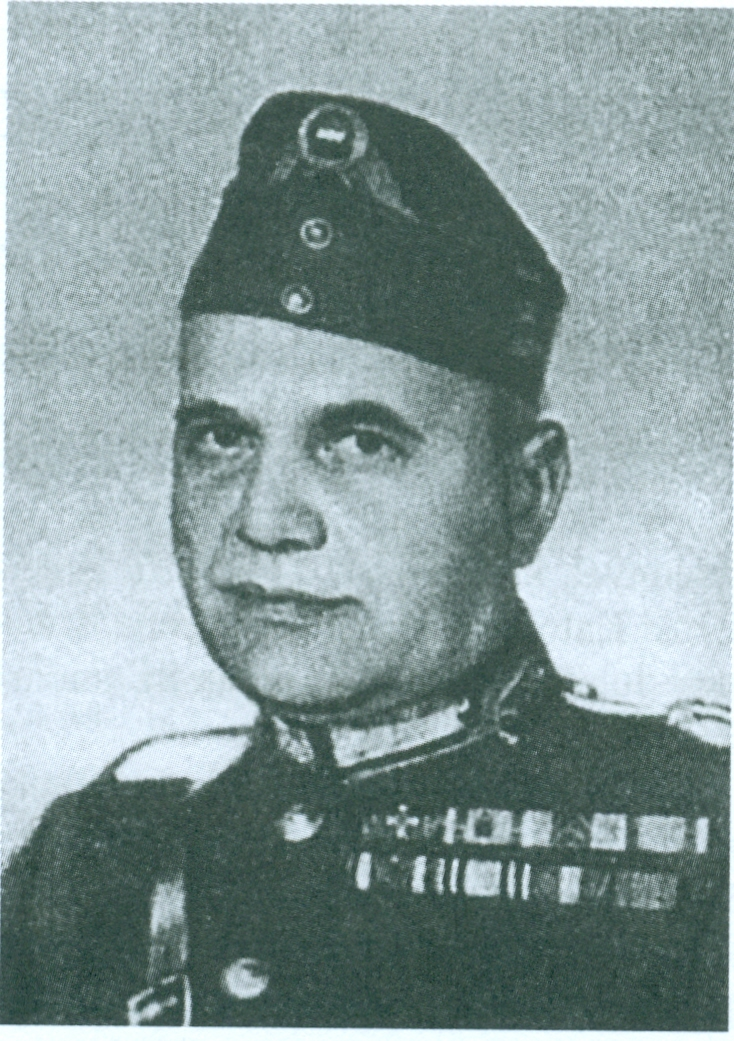
Hardy Kálmán berlini katonai attasé 1936–1940

A függetlenné vált Magyarország katonai vezetésének elképzeléseiben Németország a kezdetektől fogva különleges helyet töltött be, bár a korábbi szövetségesi viszony helyreállításáról egyelőre nem lehetett szó az antant tiltó rendelkezései valamint a Németországban bekövetkezett demokratikus változások miatt. A magyar vezérkar különbséget tett a „hivatalos Németország" és „az előreláthatólag Németország jövőjét intéző hatalmi csoport" között, amelyet „német nemzeti irány"-nak neveztek, s amelytől együttműködést vártak a békeszerződés revíziójának kérdésében. Ez utóbbi irányzat magvának a német hadsereget tartották.
A katonai szakelőadó szolgálat megszervezésekor már Berlinben dolgozott báró Abele Ferenc vezérkari ezredes a hadügyminiszter különleges megbízottjaként. 1920. március 23-án kezdte meg szolgálatát a berlini magyar külképviseleten új minőségében, I. osztályú konzulként. Báró Forster Pál, a berlini magyar külképviselet vezetője egyenesen diplomáciai ostobaságnak minősítette, hogy egy vezérkari ezredest, aki Berlinben kiterjedt ismeretséggel rendelkezett, konzullá nevezzenek ki. Véleménye szerint az antant azonnal követelni fogja visszahívását. Erre azonban nem került sor. Abele ezredes konzulként, később I. osztályú tanácsosként folytatta tevékenységét. Főleg Németország belpolitikai helyzete, a német hadsereg szervezése, állapota, Németország külpolitikája, a békeszerződés betartásának, illetve kijátszásának kérdései, a szovjet—német katonai együttműködés kérdései foglalkoztatták. Figyelemmel kísérte a Szovjetunió és Franciaország belső helyzetét, a nemzetközi kommunista mozgalom tevékenységét, de fegyvervásárlási megbízásokat is teljesített. Közreműködött a két vezérkar közötti kapcsolat újjászervezésében. Egyes francia, német, cseh lapok azonban cikkeztek arról, hogy a békeszerződés által tiltott tevékenységet folytat Berlinben.
Báró Abele Ferencet, akinek a katonai rendfokozata ekkor már altábornagy volt, 1925 nyarán Stojakovics Döme vk. ezredes váltotta Berlinben aki 1927-ig követségi tanácsosi rangban tevékenykedett, utána pedig még 1931-ig legalizált katonai attaséi beosztásban.
Münchenbe 1920. augusztusban a kormányzat Janky Béla alezredest küldte, hogy közvetítő legyen a magyar vezérkar és a szélsőjobboldali Bayerischer Ordnungsblokk között. A vezérkar „katonai szakelőadóként” kezelte őt, bár nem kapott diplomáciai fedőbeosztást, nem tartozott a müncheni magyar konzulátushoz. Az 1923-as müncheni sörpuccs meghiúsulása után a müncheni katonai szakelőadó hely elveszítette jelentőségét: Janky Bélát 1924-ben Bécsbe helyezték.

##### Róma
Az olasz—magyar együttműködés fontosságára már Gömbös Gyula százados felhívta a figyelmet 1918. őszi zágrábi kiküldetése során. A nemzeti hadsereg vezérkara feltételezte, hogy az új európai biztonsági rendszer kialakításában Olaszország szerepe igen fontos lesz és ez Magyarország helyzetét is előnyösen érintheti.
1920 első felében küldték ki Rómába Ghyczy Miklós vk. őrnagy személyében az első „katonai szakelőadót” a gróf Nemes Albert vezette követségre II. o. konzuli minőségben. Külpolitikailag az olasz—magyar közeledés lehetőségeinek felmérése volt a feladata. Emellett különösen fontos volt Magyarország számára az olasz—jugoszláv és az olasz—albán viszony alakulása is. Ghyczy Miklós jó kapcsolatokat alakított ki az olasz vezérkarral, különösen a fasiszták hatalomra kerülése után. Az olaszok Magyarországon a szövetségközi katonai ellenőrző bizottság tagjaiként is elnézést mutattak a békeszerződés katonai pontjai megsértésével szemben.
Ghyczy Miklós „követségi titkár" felváltására 1926. január 1-i hatállyal került sor, rendfokozata ekkor már ezredes volt. Utódja Schindler Szilárd mérnökkari ezredes lett, akinek haditechnikai ismeretei fontosak voltak az egyre szaporodó hadianyag- és fegyvervásárlási ügyekben. 1927.
november 1-i hatállyal Schindler Szilárd katonai szakelőadóból az első hivatalos római magyar katonai attasé lett.

##### Tirana
A magyar katonai hírszerzés élénk figyelemmel követte az albániai fejleményeket, elsősorban Olaszország és Jugoszlávia ottani versengése miatt. A vezérkar 1923. januárjában javasolta katonai képviselő kiküldését. Diplomáciai képviselet hiányában Menich Zoltán őrnagyot mint egy Tiranában működő olasz vállalat munkatársát, és mint ilyen tiranai lakost, 1925.
március 15-én tiszteletbeli magyar királyi konzuli címet kapott. Menich Zoltán „tiszteletbeli konzul" a római katonai szakelőadón keresztül tartotta a kapcsolatot a központtal.

##### Párizs

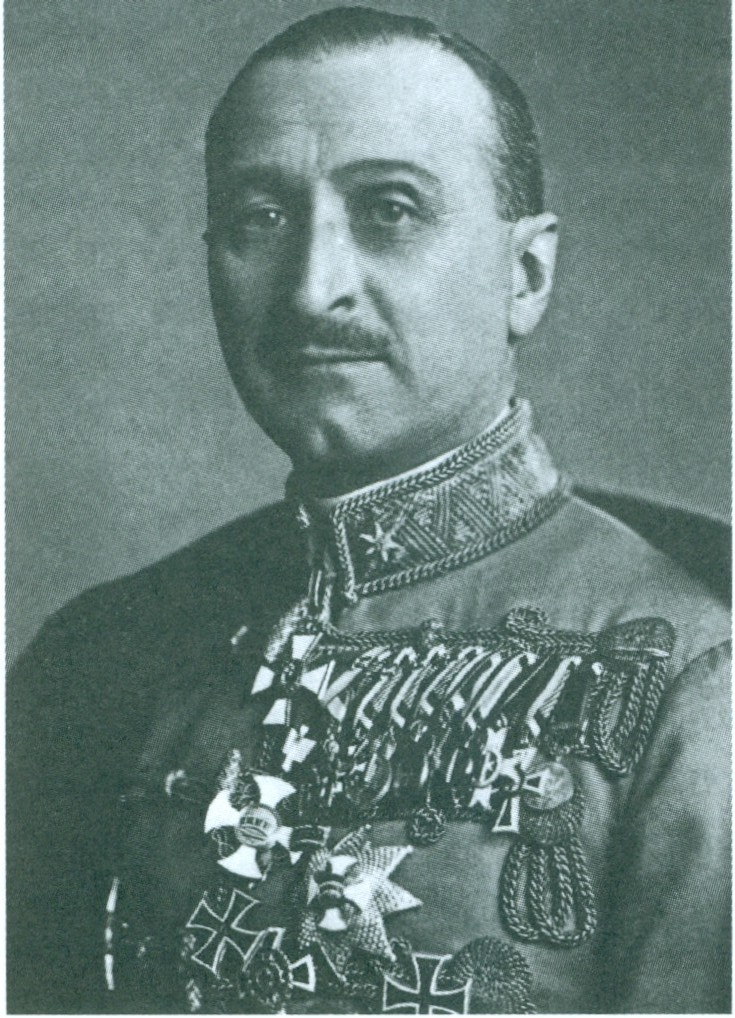
Nánássy-Mégay Ernő

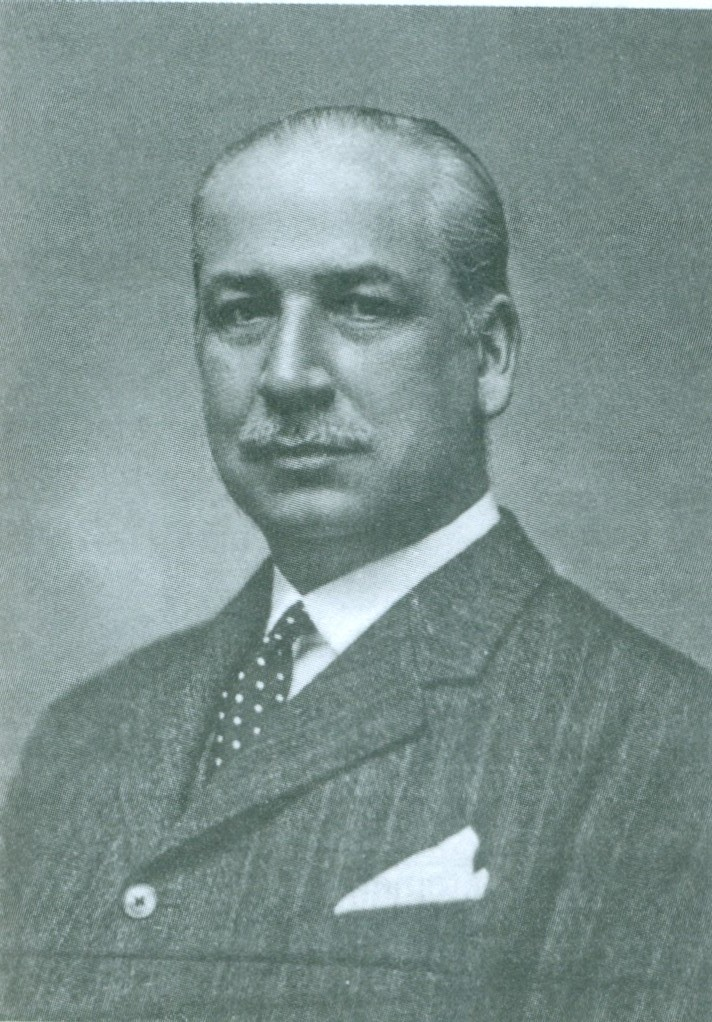
Láng Boldizsár

1920 tavaszán a magyar kormányzat abban reménykedett, hogy jelentősen javulhat a magyar–francia viszony, mert Franciaország a bolsevizmus elleni harcban igénybe veszi majd az ellenforradalmi Magyarország katonai közreműködését is.A vezérkar a párizsi katonai szakelőadói helyre Nánássy-Mégay Ernő vezérkari alezredest jelölte, aki a vasút katonai felhasználásának szakértője volt és tökéletesen beszélt franciául. Aktív tisztként szolgált az őszirózsás forradalom és a Tanácsköztársaság idején is. Ezután a pécsi szövetségközi katonai ellenőrző bizottság mellé volt beosztva. Később a Fővezérség, majd a vezérkar hadműveleti csoportjánál tevékenykedett, innen lépett a katonadiplomáciai szolgálatba.
Az 1920-ban létrejött francia—magyar kormányszintű tárgyalások részeként báró Láng Boldizsár ezredes a Honvédelmi Minisztérium képviseletében megbeszéléseket folytatott vezető francia katonákkal, akiktől kapott bizonyos ígéreteket, miszerint a bolsevista veszedelem ellen fegyvereket adnának a magyar hadsereg számára. Mégay Ernő kiutazására azonban csak akkor került sor, amikor már a Franciaországgal kapcsolatos remények meghiúsultak, 1921 januárjában. Jelentéseiben elsősorban a katonapolitikai témákról szóltak.
A trianoni békeszerződés ratifikálása után, 1921 októberében a párizsi magyar képviseletből létrejött a hivatalos magyar követség. Vezetője Práznovszky Iván lett ügyvivőként. A katonai szakelőadó báró Láng Boldizsár ezredes lett I. o. követségi tanácsosként. Tőle azt várták, hogy jobb kapcsolatépítő képességeket mutat majd, mint a kimért modorú Nánássy-Mégay Ernő. Fizetését elődjénél lényegesen magasabb összegben határozták meg, jelentős reprezentációs keretet is kapott. Feladata az volt, hogy igyekezzék elérni francia partnereinél a magyar hadsereg fejlesztését leginkább megnehezítő akadályok eltávolítását. Több éves működése során azonban lényeges eredményeket nem tudott elérni. 1927-ben altábornagyként nyugdíjba vonult, utódja Holmok Sándor vezérkari százados lett.

##### Varsó
1920-ban, a lengyel–szovjet háború idején a Fővezérségnek feltétlenül szüksége volt a lengyelországi katonai, katonapolitikai helyzet részletes ismeretére. Mivel Varsóban nem volt katonai képviselő, gróf Csekonics Ivánt, a magyar kormány varsói megbízottját kérték fel, a hivatalos információk beszerzésére a lengyel vezérkartól.
1920 júliusában a vezérkar gróf Takách-Tolvay ezredest küldte Varsóba, akit Bécsből az osztrák kormány kitiltott. Takách jó kapcsolatokkal rendelkezett Lengyelországban is, Haller lengyel vezérkari főnök évfolyamtársa volt Bécsben a monarchia hadiiskolájában. Fő feladata az volt, hogy a lengyel hadsereg helyzetéről folyamatosan tájékoztasson, emellett tárja fel Romániának a szovjet—lengyel háborúval kapcsolatos magatartását. Különös figyelmet kellett fordítania Csehszlovákiára, ahol a magyar katonai vezetés várakozása szerint szocialista forradalom volt várható a szovjet-orosz hadsereg lengyelországi sikerei esetén. Haller tábornok utasítására a lengyel katonai vezetők sok tájékoztatást adtak, csak a lengyel katonai hírszerzés, a vezérkar nyilvántartó irodája titkolózott.
Takách-Tolvay ezredes csak hat hónapig volt Varsóban. 1920 második felében a vezérkar őt jelölte a bukaresti magyar követség mellé katonai szakelőadónak. Utódja Varsóban Czibur András vezérkari ezredes lett, aki I. o. követségi titkári diplomáciai rangot kapott. Czibur András (Andor) alezredes tapasztalat katonai hírszerző volt, a Hadiiskola után a Nyilvántartó Irodában kezdte pályafutását.
A magyar külpolitika eleinte nagy reményeket fűzött a lengyel–magyar politikai és kapcsolatok fejlesztéséhez, de végül nem sikerült elérniük a kívánt közeledést a két ország között, a magyar–lengyel viszony nem lépte túl a hagyományos társadalmi barátkozás kereteit. Ennek fő oka elsősorban az volt, hogy Lengyelország a létét köszönhette annak a Párizs-környéki békerendszernek, amelynek szétrobbantása a magyar külpolitika legfőbb célkitűzése volt. A lengyel külpolitika viszont elsősorban Németországgal és a Szovjetunióval szemben akart kedvező pozíciókat kiépíteni, ezért szövetségre lépett Romániával és politikai szerződést kötött Csehszlovákiával. Czibur András ilyen körülmények között csak a Szovjetunióra, a Kommunista Internacionálé tevékenységére és általában a nemzetközi kommunista mozgalomra vonatkozó anyagokat kaphatta meg a lengyel vezérkar illetékes osztályától. A bécsi „S" csoport 1921-ben illegális úton megszerezte a csehszlovák vezérkar Lengyelországról készített összefoglaló jelentését. A központ úgy értékelte, hogy ez az anyag nagyban pótolja a lengyelek bizalmatlansága miatt Varsóból gyéren érkező jelentéseket.
1921 végére a magyar kormányzat lemondott a Lengyelországgal közös akciók terveiről. A pénzügyminiszter 1922 februárjában felvetette a varsói katonai szakelőadói hely megszüntetésének tervét is. A vezérkar azonban egyelőre ragaszkodott a varsói katonai állás fenntartásához. 1923 áprilisában Czibur alezredest Nánássy-Mégay Ernő ezredes váltotta, akinek Párizs után új posztot kellett találni. Ő sem tudott azonban jobb eredményeket elérni, ezért végül 1924 szeptemberében megszüntették a varsói katonai szakelőadói posztot. Csaknem egyidejűleg a krakkói magyar konzulátus, aminek létezését egy katonai szakelőadó ottani tevékenysége indokolta, szintén bezárt.
Nánássy-Mégay Ernő hazarendelése után egy ideig Belitska Sándor követ, nyugalmazott tábornok, volt honvédelmi miniszter vállalta magára a katonai természetű feladatok ellátását is. 1925 őszén azonban a honvédelmi miniszternek sikerült elérnie a katonai szakelőadói poszt helyreállítását, mivel a követtől nem lehetett elvárni ezt a terhes munkát is, különös tekintettel az esetleges kompromittálódás veszélyeire. 1926 márciusában a II. o. követségi titkárrá kinevezett Béldy Alajos vezérkari őrnagyot helyezték ki Varsóba. Ő 1927. november l-ig töltötte be a varsói katonai szakelőadói posztot, utána pedig az első nyílt londoni magyar katonai attasé lett.

##### Bukarest és Kolozsvár

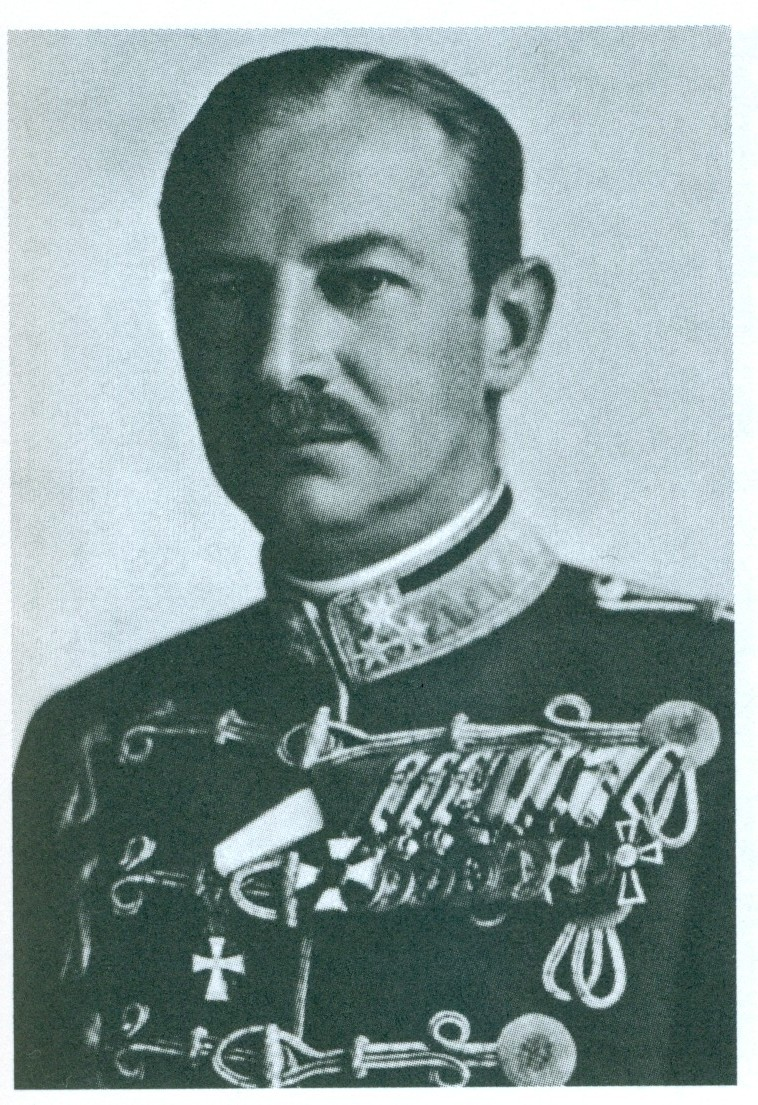
Baitz Oszkár, bukaresti katonai attasé 1935–1941

A Fővezérség már 1919. októberében megállapította memorandumában, hogy Magyarország fő ellensége Románia, egyrészt katonai ereje, másrészt a területi aspirációi miatt. 1920 folyamán a vezérkar a szovjet—lengyel háború miatt abban bízott, a szovjet Vörös Hadsereg a lengyelországi győzelem után Romániát fogja megtámadni. Románia keleti fenyegetettségétől azt várták, hogy a román vezetők területi engedményeket tesznek Magyarországnak.
Magyarország a romániai információit a magyar katonai hírszerzés bécsi „S" csoportján kívül a lengyel vezérkartól szerezte meg, de fontos lett volna az országon belüli információszerzés is. 1920 második felében jött létre a diplomáciai kapcsolat Romániával, és rögtön katonai szakelőadót is küldtek Bukarestbe gróf Takách-Tolvay vezérkari ezredes személyében, II. osztályú követségi tanácsosi rangban. Jelentéseiből kitűnik, hogy a romániai fejleményeken kívül elsősorban a Szovjetunió helyzetét kellett figyelemmel kísérnie. A hivatalos román körökkel azonban nem sikerült gyümölcsöző együttműködést kialakítani még a szovjetellenesség talaján sem. Lehetőség nyílt azonban információk vásárlására a román nagyvezérkarnál, természetesen illegális úton. A hírszerző ügynökök foglalkoztatása azonban nyugtalanította a bukaresti magyar követet, aki szerint „a hírszerzés felesleges, mert a követség mindenről tájékozva van”. A vezérkar azonban a Külügyminisztérium révén meggyőzte a követet, hogy az információszerzés minden módjára szükség van.
1922-ben Kolozsvárott magyar útlevél-kirendeltséget állítottak fel, ahol szintén helyet kapott egy fedett katonai hírszerző Rőder Jenő, Rőder Vilmos (aki a katonai vezetésen belül a vezérkari főnök szerepét töltötte be) öccse személyében, ő hivatalosan a szerény konzuli irodaigazgatói címet viselte.
Takách-Tolvay Józsefet 1925 augusztusában hívták haza Bukarestből, ekkor már altábornagy volt. Utódja Ruszkay Jenő lett. Ruszkaynak hamar sikerült pénzért ügynöki hálózatot szerveznie a román vezérkari tisztek körében. Először a lengyel-román,  majd a francia-lengyel katonai egyezmény teljes szövegét, dokumentációját sikerült megvásárolnia a németekkel együttműködve. Ruszkayt 1928 nyarán már nyílt katonai attasé váltotta Bukarestben.

##### Prága

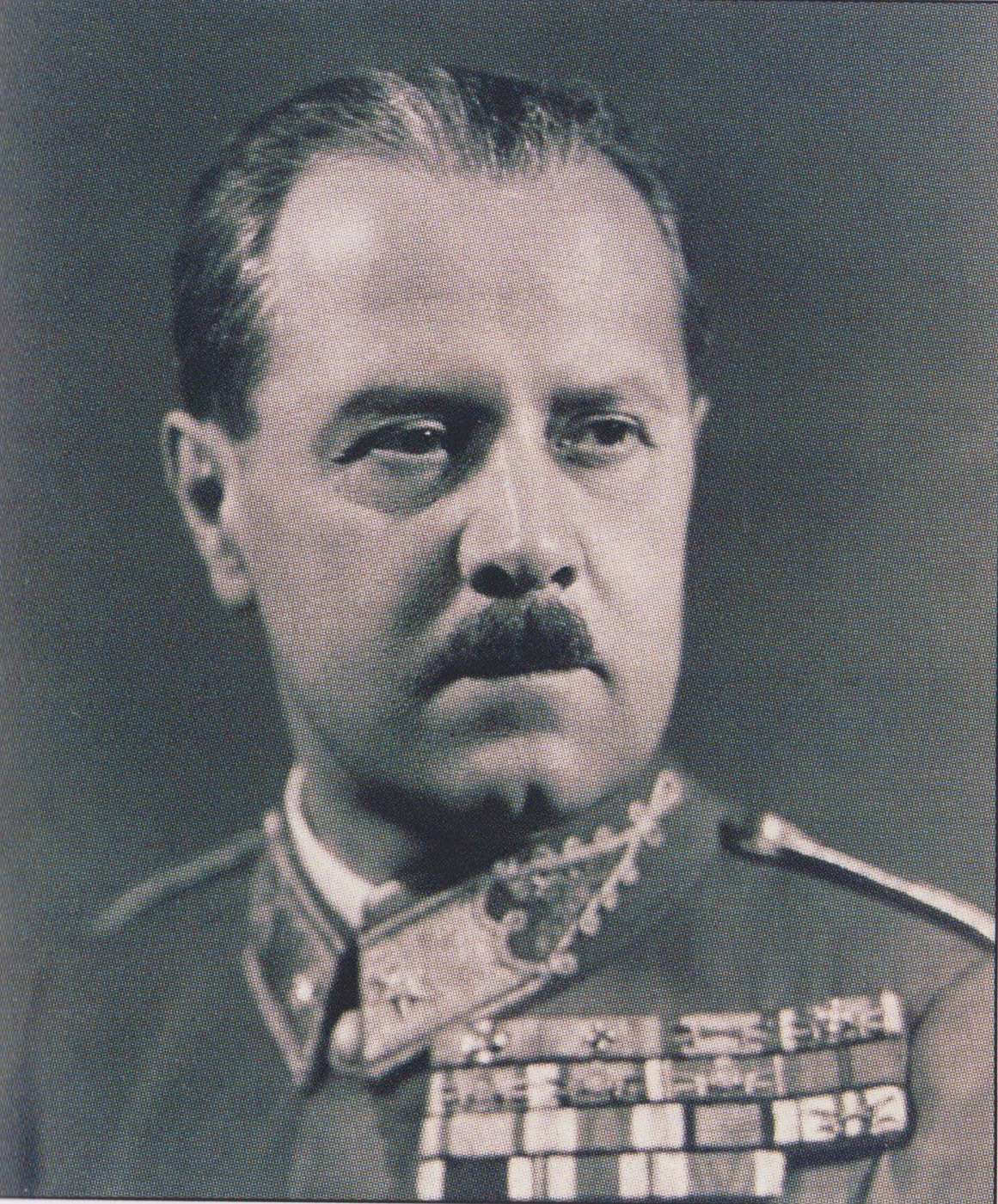
Lakatos Géza az 1940-es években

Horthy és a magyar katonai vezetés nagy reményeket fűzött a Csehszlovákiával szembeni területi revízió lehetőségéhez. A vezérkarnak már 1920 elején volt egy embere Prágában, Bajnóczy József százados, akit még a Tanácsköztársaság küldött a csehszlovák fővárosba, hogy ott a volt közös hadsereg felszámolásának ügyeivel foglalkozzon. Felesége cseh nő volt, ő is megtanulta a nyelvet.
A Tanácsköztársaság bukása után Bajnóczy Prágában maradt a Hadügyminisztérium kiküldöttjeként. A magyar külképviseleten dolgozott, de fizetését a hadügyi tárcától kapta. A vezérkar felderítési feladatok végrehajtásával is megbízta. Jelentéseit a Fővezérség II. csoportjához a bécsi „S" csoporton keresztül küldte. Feladata elsősorban az új csehszlovák hadsereg erejének felderítése volt, de a bel- és külpolitika fő kérdéseire is figyelnie kellett. 1922-től a prágai magyar külképviselet valóságos követségként működött. Bajnóczy József követségi titkári címet kapott.
Bajnóczy hírszerző tevékenységére a cseh sajtó is felfigyelt. A Narodny Listy című prágai lap 1922. október 6-án kiterjedt hírszerző tevékenységgel vádolta meg és azt írta: „Bajnóczy a magyar vezérkar tisztje és miután Magyarországnak a békeszerződések értelmében nem áll jogában katonai attasékat tartani, a követségi titkár leple alatt működött.” A lap még azt is hozzátette, hogy Berlinben Abele vezérkari ezredes, Bécsben Lehóczky tábornok végzi ezt a tevékenységet.
Bajnóczyt emiatt haza kellett hívni, utódja Fleischhacker Rezső vezérkari százados lett, aki követségi attasé diplomáciai rangot kapott. 1926 nyarán Fleischhacker utódja Székely János vezérkari őrnagy lett, majd 1928 májusában tartott, az első prágai magyar katonai attasé, Lakatos Géza vezérkari őrnagy foglalhatta el a beosztását.

##### Belgrád
A Fővezérség a délszláv államnak szerepet szánt Románia diplomáciai bekerítésében, de ki is akarta használni az új állam belső ellentéteit. Jó kapcsolatokat kívánt Szerbiával, főleg Románia ellenében, de számított a horvát szeparatista mozgalomra a jugoszláv állam bomlasztására. Reménykedett a horvát tisztikar szimpátiájában a Magyarországhoz való csatlakozás érdekében is. Mindezen bonyolult katonadiplomáciai feladatokra megfelelő képviselőt kellett találni. A választás Marsik Jenő századosra esett, akinek egész katonai pályafutása Horvátországhoz kötődött. 1902-ben avatták hadnaggyá és a zágrábi 25. honvéd gyalogezredhez helyezték. A Hadiiskola elvégzése után ugyancsak a zágrábi VII. honvédkerületi parancsnokságon szolgált. A háború idején a Hadseregfőparancsnokság balkáni pótlásügyi osztályán kapott beosztást. Magyarul, németül és horvátul tökéletesen, franciául és olaszul igen jól beszélt.
Marsik Jenő 1920. február 1-én érkezett Belgrádba. Fő feladatát természetesen a jugoszláv hadsereg helyzetének felderítése képezte. A többi kisantant országhoz hasonlóan a katonai szakelőadó itt is ügynökök beszervezése révén igyekezett a szükséges információkat megszerezni. Erre a célra jelentős összegeket kapott.
A Jugoszláviával kapcsolatos reményeket nem sikerült valóra váltani. Marsik Jenőnek már 1920. március 18-án jelentenie kellett, hogy a kisantant katonai szövetsége Franciaország segítségével megvalósult. Az ellenséges politikai légkörben a jugoszláv elhárítás nyíltan figyelte Marsik minden lépését. Válaszul Budapesten is retorzióknak vetették alá a jugoszláv diplomáciai képviseletet, Bánffy külügyminiszter nem fogadta Body jugoszláv katonai attasét. Marsik Jenőnek 1922. májusban távoznia kellett Belgrádból, utódját káderproblémák miatt csak 1924 márciusára találták meg Siller Antal vk. őrnagy személyében, aki II. o. követségi titkári rangot kapott. Siller őrnagy a katonai hírszerzésnek küldött jelentéseit a fokozottabb konspiráció jegyében „White" néven írta alá.

##### Tallinn
A Fővezérség II. osztálya, majd később a vezérkar nyilvántartó osztálya keretében működő magyar katonai hírszerzés már 1919 őszétől készített összefoglalókat Szovjet—Oroszországról. Ez a reláció rendkívül fontos volt a magyar katonai vezető körök tájékozódása szempontjából, egyrészt azért, mert kívül állt az alakuló békeszerződések által meghatározott európai politikai rendszeren, másrészt pedig a Tanácsköztársaság emléke miatt létét Magyarország társadalmi rendje elleni fenyegetésként értékelték.
A hírszerzés által készített helyzetjelentés 1919 decemberében világosan leszögezte: „Szovjetoroszország kül- és belpolitikai, valamint katonai helyzetét mérlegelve arra a meggyőződésre jutunk, hogy lényeges változás a jelenlegi orosz—bolseviki államformában tavasz előtt nem fog bekövetkezni." 1920. májusában már megállapították: „ .. . a szovjet kormányforma az európai államok koncertjében elfoglalhatja a helyét". 1922. augusztusában jelentésben Fleischhacker Rezső vk. százados a következőket írta a Szovjetunió helyzetéről: „Belpolitikailag a birodalom állapota ma nyugodtnak mondható... Minden olyan feltevés, mely azon alapszik, hogy egy belső ellenforradalom fogja a szovjetet erőszakkal megdönteni ma már elkésett és hamis."
A Szovjetunió elleni felderítés fontos bázisa lehetett a függetlenné vált Észtország fővárosa, aminek neve ekkoriban Reval volt. 1921 januárjában Jungerth-Arnóthy Mihály vezetésével külügyi küldöttség utazott Revalba, hogy ott Litvinov szovjet külügyminiszterrel tárgyaljon a Magyarországon halálra ítélt népbiztosok, illetve a Szovjetunióban túszként visszatartott magyar hadifogoly tisztek kicserélése ügyében. A vezérkar beosztotta a küldöttségbe a hírszerzés egy munkatársát, Laky Dezső főhadnagyot, aki ott Jungerth titkáraként szerepelt. A küldöttség visszatérte javaslat készült állandó képviselet felállítására Revalban. Jungerth-Arnóthy azt javasolta, hogy a tervezett konzulátus élére olyan személyt jelöljenek, aki bár nem „katonából átvedlett konzul", de katonailag képzett, így a vezérkart is jól tudná tájékoztatni.
Az állandó konzulátus felállítása késett, azonban a hadifogoly-csere tárgyalások elhúzódtak, és így 1921 decemberétől Fleischhacker Rezső 9 hónapot tartózkodhatott a szintén baltikumi Rigában. Jelentéseit a katonai vezetés nagyra értékelte és tovább sürgette az állandó képviselet felállítását. A revali magyar követség felállítására végül 1923. március 12-én került sor. Vezetője Jungerth-Arnóthy Mihály követségi tanácsos lett ügyvivőként, a katonai szakelőadó pedig Szmazsenka Ferdinánd vk. ezredes, aki nevét 1924 júliusában Taróczy Nándorra magyarosíttatta. A revali rejtett katonai attasé fő feladata a rapallói szerződés nyomán fejlődő német-szovjet kapcsolatok nyomon követése volt.

##### Ankara
Az antant-ellenes török függetlenségi háború eseményei 1921—1922-ben nagy reményekkel töltötték el a magyar katonai vezetést. Belitska Sándor honvédelmi miniszter 1922 októberében az Országgyűlésben kijelentette: „Hála Magyarország, Törökország és Olaszország közt most uralkodó kitűnő viszonynak, a trianoni szerződés revíziója küszöbön áll."
A diplomáciai kapcsolatok felvételére csak a békeszerződés megkötése után volt lehetőség, addig is a Honvédelmi Minisztérium Ranzenberger Jenő vezérkari őrnagyot Ankarába küldte a kapcsolatok felvételére. Ranzenberger 1922 decemberében „Ruszkay" fedőnéven (később ez lett a magyarosított neve is) megbízólevelet kapott a kereskedelemügyi minisztertől, hogy „üzleti ügyekben" Kisázsiába utazzék „az ottani piaci lehetőségek tanulmányozása végett". Segédkezett az ankarai magyar követség felállításának előkészítésében, majd 1924. májusában II. o. követségi titkári rangban annak katonai szakelőadója, azaz rejtett katonai attaséja lett. A magyar kormány kormány várakozásai azonban a magyar–török politikai kapcsolatok fejlődését illetően nem váltak valóra, ezért a katonai szakelőadót hamarosan, már 1924 októberében áthelyezték a szófiai magyar követségre.

##### Szófia

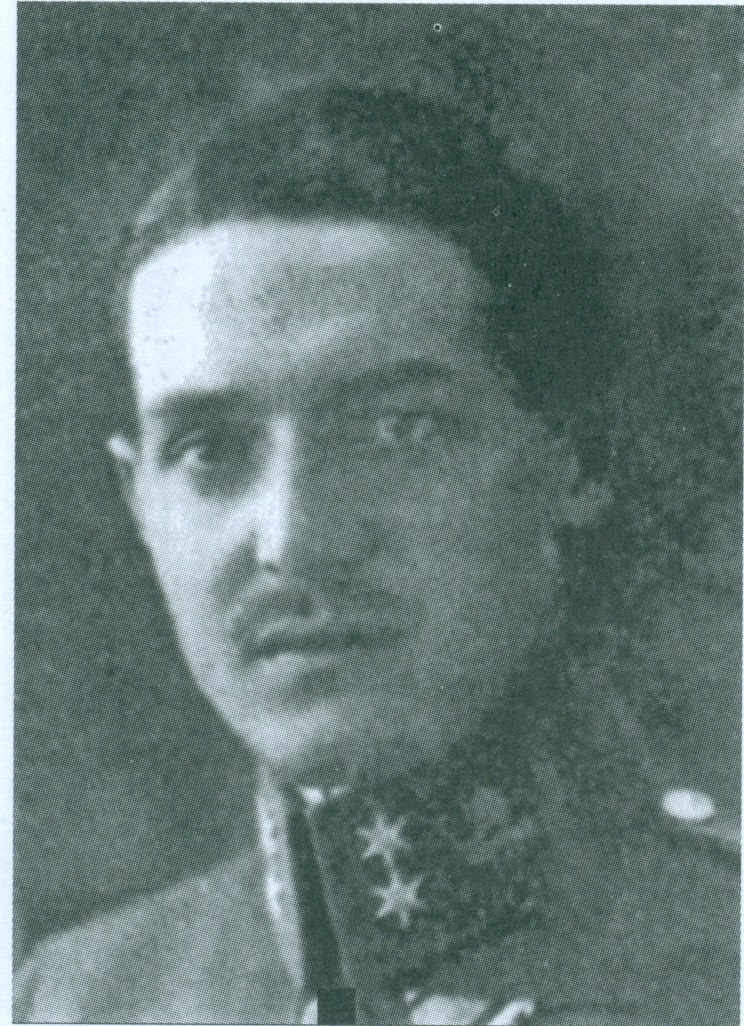
Kölley (Köhler) Ernő szófiai katonai attasé

A Bulgáriával fejlesztendő kapcsolatok gondolata már a Fővezérség 1919. októberi siófoki emlékiratában felmerült, mint a Dobrudzsa ügyében kiéleződő bolgár—román ellentétek kihasználásának lehetősége Románia ellen. A magyar vezérkar élénk figyelemmel kísérte a bulgáriai helyzet alakulását, elsősorban Marsík Jenő belgrádi katonai szakelőadó bolgár vonatkozású jelentései segítségével, de a katonai hírszerzés felhasználta Nemeskéri-Kiss Sándor szófiai követ jelentéseit is.
1923 júniusában, az Alekszandar Sztambolijszki hatalmát megdöntő puccs után megerősödött a bolgár tisztikar befolyása a közéletre és a politikára. Ekkor merült fel katonai szakelőadó kihelyezésének gondolata. Az első szófiai magyar rejtett katonai attasé, Bajnóczy József százados, 1923 szeptemberében érkezett Szófiába. II. o. követségi titkári rangot kapott, de katonai megbízatását nem kellett a bolgár hatóságok elől rejtegetnie. Jó kapcsolatot alakított ki a bolgár vezérkar hírszerző osztályával, megszervezték a jugoszláv, majd a román vonatkozású híranyagok cseréjét.
1924 nyarán azonban takarékossági okok miatt Bajnóczyt visszahívták, tekintettel arra is, hogy a katonai vonatkozású feladatokat Nemeskéri-Kiss követ is el tudja látni. Végül mégsem szüntették meg ezt az állomáshelyet, mert 1924 végén Ruszkay Jenőt Törökországból Bulgáriába helyezték azzal, hogy mindkét országra kiterjedt a hatásköre. Ruszkay Jenő Bukarestbe történt áthelyezése után Szófiában Köhler Ernő vezérkari őrnagy foglalta lett a katonai szakelőadó, aki 1926 márciusában követségi attasé címet kapott, majd pár hónappal később II. o. követségi titkárrá léptették elő. 1928 januárjától „rendes” katonai attaséként folytatta munkáját.

### Külföldi reakciók, a nyílt katonai attasé szolgálat létrehozása
A rejtett katonai attasé szolgálat kialakítása természetesen nem kerülte el az antant figyelmét, mint ahogy az sem maradt titok számukra, hogy a magyar vezérkar a békeszerződésben megszabott tilalom ellenére létezik és működik. Az e szolgálatot irányító HM VI—2 osztály feladatkörét 1924 decemberében a következőkben adták meg a szövetségközi katonai ellenőrző bizottság számára: „Nemzetközi kommunista mozgalmaknak figyelemmel kísérése, külföldi sajtó, irodalom figyelemmel kísérése és tanulmányozása, a külföldi szocialista és kommunista mozgalmak és azoknak Magyarországhoz való kapcsolódása, kémelhárító szolgálat. Hazaárulás, hűtlenség és katonai szökevényekkel kapcsolatos ügyek. Rejtjelszolgálat."
A katonai szakelőadók legfontosabb feladata, különösen a kisantant országaiban, a fogadó ország katonapolitikájának, katonai intézményeinek, hadi felkészülésének tanulmányozása volt. A hírszerző tevékenység mellett azonban ellátták a klasszikus katonai attasé másik kötelességét is, a külképviselet vezetőjének katonai szakértői is voltak. A katonai attaséi feladatkör harmadik területe, a saját hadsereg képviselete a fogadó országban ebben a helyzetben háttérbe szorult, de bizonyos mértékig megvalósult azokban az országokban, amelyek a korabeli Magyarországgal jó viszonyt ápoltak.
Az antant hatalmak azzal is tisztában voltak azzal is, hogy a forma szerint elbocsátott, vagy nyugalmazott tisztek katonai előléptetése a tilalom ellenére folyik. A vezérkar azonban a forma kedvéért ragaszkodott a rejtéshez. Ez nehézséget okozott a fogadó ország katonai vezetőivel valamint a többi katonai attaséval való kapcsolattartásban, akik általában azonban szintén tudatában voltak a helyzetnek. A kisantant országok sajtója és a francia lapok időnként viszont támadásokat intéztek a katonai szakelőadók ellen, rámutatva tényleges tevékenységükre. A sajtómegnyilatkozásokat azonban soha nem követte hivatalos eljárás. A katonai attasék kiküldésére vonatkozó tilalmat Magyarország esetében nem vették komolyan a győztes országokban. Nem kifogásolták a volt vezérkari tisztek diplomáciai beosztását, nem kerestek alkalmat a leleplezésükre.
1927-ben, a Szövetségközi Katonai Ellenőrző Bizottság magyarországi tevékenységének megszüntetése után lehetőség nyílt a kialakult helyzet legalizálására, tényleges katonai attasék kiküldetésére. Elsőként Nagy-Britannia, majd Olaszország és Franciaország járult hozzá magyar katonai attasé kiküldéséhez. Az első magyar katonai attasé, Schindler Szilárd alezredes Rómában foglalta el állomáshelyét. A katonai attasék kiküldésére vonatkozó jog elismerése a kapcsolatok normalizálódásának a jele volt, egyúttal szélesítette a magyar katonai vezetés lehetőségeit az 1930-as évek magyar külpolitikájának alakításában.

### A magyar katonai attasé szolgálat a második világháború előtt

Ujszászy István az 1930-as években

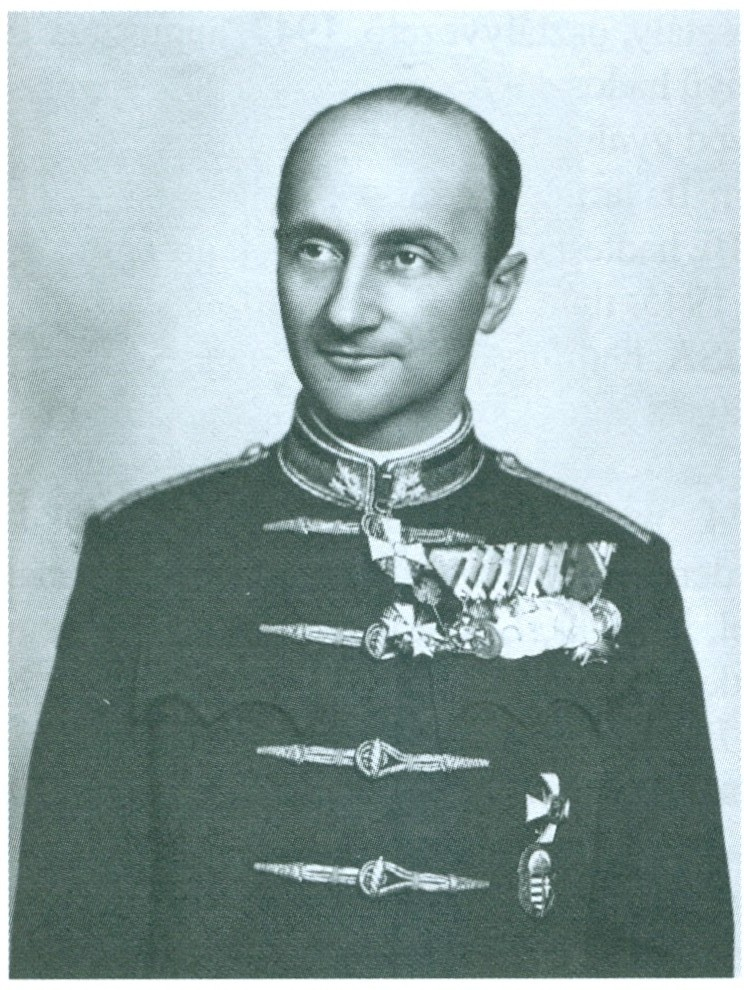
Lengyel Béla varsói katonai attasé 1934–39)

1929-ben már 11 országban működött magyar katonai attasé; az állomáshelyeket a legfontosabb baráti, valamint az ellenségnek tekintett országokban hozták létre. A vezérkar hírszerző osztálya, a Vkf-2 készítette az utasításokat az attasék számára, meghatározta a beérkező információs és összefoglaló jelentések hírértékét és beillesztette azokat nyilvántartási rendszerébe.
A magyar katonai hírszerzés nemzetközi kapcsolatai is nagyrészt a katonai attasé szolgálaton keresztül valósultak meg. Már a húszas évek első félében megállapodás született a német katonai hírszerzéssel a kisantant országaival kapcsolatos, valamint lengyel és szovjet vonatkozású információk cseréjéről, de természetesen minden relációban, minden értesülést illetően egyedi megfontolások is érvényesültek mindkét fél részéről. A legegyértelműbb a Csehszlovákia elleni együttműködés volt, a magyar revíziós törekvések itt már Hitler hatalomra kerülése előtt is maradéktalanul élvezték Németország támogatását. Német részről azonban sok bizalmas adatot közöltek magukról a német fegyveres erőkről is. Harmadik országokban is együttműködtek a magyar és a német katonai attasék. 1933 februárjában például a római magyar katonai attasé fontos információkat kapott az olasz légierőnél bevezetett újításokról német kollégájától. Egyébként kitűnőek voltak a magyar–olasz katonai kapcsolatok is. A római magyar katonai attasé is kiváltságos helyzetet élvezett a tájékoztatás és tájékozódás területén, de a budapesti olasz katonai attasé is minden kérdésére valós válaszokat kapott magyar partnereitől — a német kapcsolatokra vonatkozó információk kivételével.
A Magyarország és Ausztria közötti katonai kapcsolatok bonyolultabbak voltak, magukon viselték a német–osztrák és az olasz–osztrák kapcsolatok problémáit. A szívélyes viszony és a katonai küldöttségek gyakori kölcsönös látogatásai ellenére a két fél intenzív hírszerző tevékenységet is folytatott egymás ellen. Ugyanakkor a Csehszlovákia ellen osztrák területen dolgozó magyar ügynökök bizonyos mértékig immunitást élveztek.
A stratégiai ellenfél, a kisantant országaiban a magyar katonapolitikát, a katonai attasék tevékenységét elsősorban az információs igény határozta meg. Jugoszláviában a belgrádi katonai attasé igen hasznos információkat szerzett, de tevékenységére a jugoszlávok is felfigyeltek és kiutasították őt. Ezután a vezérkarnak jobban kellett támaszkodnia a magyarországi horvát emigrációra, általában az usztasa mozgalom információira. Ez az együttműködés viszont a marseille-i merénylet előjátéka lett, ami magyar vonatkozásai miatt súlyos károkat okozott a magyar külpolitikának. Emellett a magyar katonai hírszerzésnek a bolgár vezérkarral is sikerült információcserét kialakítania, elsősorban a Jugoszláviát érintően.
Csehszlovákia esetében a vezérkar információs forrása elsősorban a prágai magyar katonai attasé volt, azonban Lakatos Géza tevékenységével elégedetlenek voltak. 1934-ben Ujszászy István váltotta őt, aki aztán jelentések tömegét küldte a vezérkarnak fontos katonai területekről, de általános politikai kérdésekről is.
A román viszonyokat felderítő tevékenység rendkívül eredményes volt, a különböző forrásokból származó értesülések katonai és politikai értelemben egyaránt jól tájékoztatták a vezérkart. A bukaresti magyar katonai attasé a román vezérkar szervezetéről küldött értékes jelentést, a vezérkar pedig ügynöki úton hozzájutott a román katonai hírszerzés havonta kiadott összefoglaló jelentéseihez, beleértve a román fél magyarországi értesüléseit is.

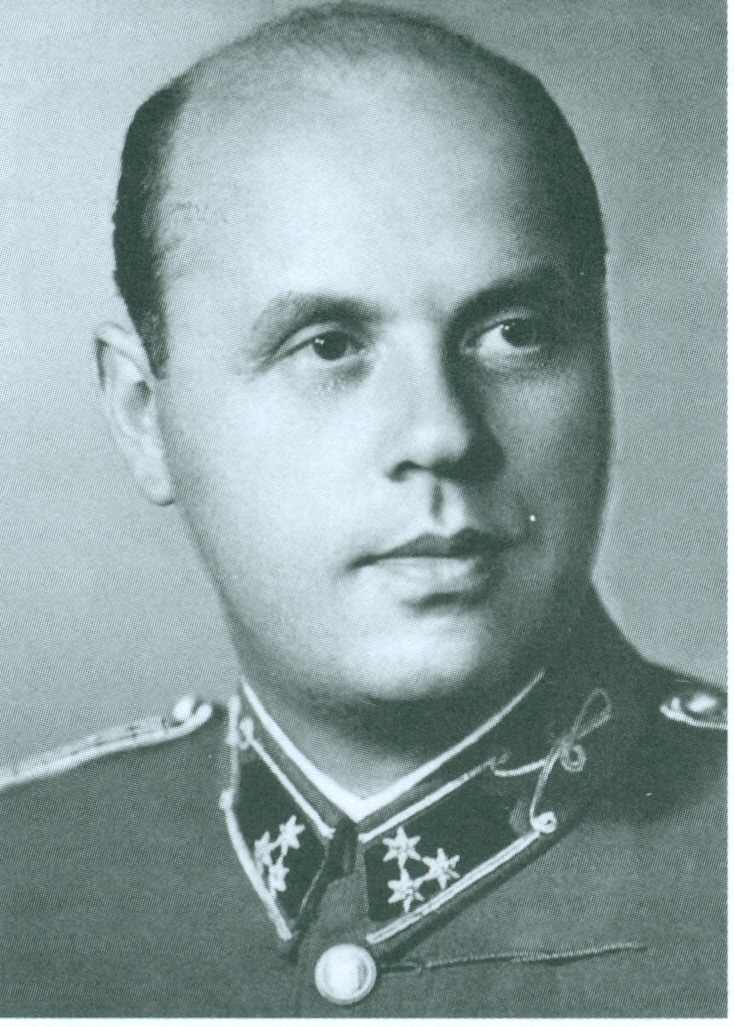
Kóbor Frigyes helsinki katonai attasé (1942–1944)

A Szovjetunióval kapcsolatos információs igényeket a diplomáciai kapcsolatok felvétele, 1934 előtt főleg a rigai, a szófiai, a varsói és az ankarai magyar katonai attasék igyekeztek kielégíteni. A rigai attasé információinak nagy részét a finn vezérkartól kapta, a szófiai attasé török forrásokból származó adatokat is használt. A varsói magyar katonai attasé kapcsolatot tartott az észt és a finn katonai hírszerzéssel is. A Szovjetunióról a nyugati országokban akkreditált magyar katonai attasék is kaptak és küldtek haza információkat. A magyar–szovjet diplomáciai kapcsolatok felvétele után a moszkvai magyar katonai attasé leginkább csak a hivatalosan kapott információkat tudta hazafelé jelenteni. A magyar katonai hírszerzés központjának azonban volt néhány ügynöke is Moszkvában: a moszkvai osztrák követség egyik munkatársa „Winter” fedőnéven jelentett Budapestnek, egy másik ügynök pedig „Elfi” fedőnéven küldött konkrét jelentéseket elsősorban a moszkvai magyar emigrációról, a nemzetközi kommunista mozgalom magyar vonatkozásairól.

### A katonai attasék és a magyar követek viszonya
A külképviseletek vezetői és a tőlük nagyrészt független, de mégis az alárendeltségükbe tartozó katonai attasék viszonya már csak szervezetszociológiai okokból is szinte minden korban és országban problémás. A második világháború előtti magyar diplomáciai karban is megjelent ez a feszültség, amiről Barcza György akkori londoni magyar követ emlékirataiban is beszámolt. Szerinte a problémákat főleg az okozta, hogy a magyar honvédség tisztikara, köztük a katonai attasék is, túlnyomórészt sváb származásúak voltak és ezért kimondottan németbarátok. Szorosan együttműködtek német kollégáikkal, ellenőrizték a magyar követeket és diplomatákat, és ha azok nem osztották az ő nézeteiket, akkor beárulták őket hazai feletteseiknél.

#### Katonai attasék a Magyar Királyi Honvédség hadrendjében 1941. április elején
- Berlin: vitéz Homlok Sándor vezérkari ezredes
- Róma: v. Szabó László vk. ezredes
- Párizs: hódosi Karátsony László alezredes
- London, Washington: ujlaki Utassy Loránd vk. alezredes
- Belgrád: v. Vasváry József vk. ezredes
- Moszkva: v. Faragho Gábor vezérőrnagy
- Pozsony: v. stanogorai Solymossy Ulászló vk. ezredes
- Bukarest: Szántay Jenő vk. őrnagy
- Szófia, Ankara: Hatz Ottó vk. őrnagy[63]

### A rendszerváltás után
A modern magyar katonai (és légügyi) attasé a Honvédelmi Minisztérium tisztségviselője, diplomáciai mentességgel rendelkező különleges képzettségű tábornok, főtiszt vagy tiszt, aki a honvédség külföldi kapcsolatainak ápolására képviseletére kapott megbízást egy vagy több országban.
1994-ben Európában 21 államban működött magyar katonai attasé (Ausztria, Belgium, Bulgária, Csehország, Finnország, Franciaország, Görögország, Horvátország, Jugoszlávia, Lengyelország, Nagy-Britannia, Németország, Olaszország, Oroszország, Románia, Spanyolország, Svájc, Szlovákia, Szlovénia, Törökország, Ukrajna). Európán kívül az Amerikai Egyesült Államokban, Egyiptomban, valamint Indiában, Kínában és Japánban tevékenykedett magyar katonai képviselet. A szófiai magyar katonai attasé akkreditálva volt még Albániában is, a brüsszeli Dániában és Hollandiában is, a washingtoni Kanadában, a pekingi a Koreai Köztársaságban, a helsinki pedig Svédországban. 1993-ban az attaséhivatalokban összesen 40 tiszt (23 attasé, 12 attasé-helyettes, 5 titkár) teljesített szolgálatot. A katonai attasék rendfokozata alezredes és ezredes volt.

#### A magyar katonai attasék feladatai és módszerei
A magyar katonai attasé fő feladatai a következők:
- Képviselik a Honvédelmi Minisztert, a Magyar Honvédség Parancsnokát, parancsnokságát, a Vezérkar Főnökét, a vezérkart, a haderőnemeket.
- Feladatuk a kapott utasítások szellemében a katonai partnerek és partnerszervek közötti kapcsolatok biztosítása, építése.
- Megbízás alapján tárgyalnak a napirenden levő katonai kérdésekről, ügyekről.
- A fogadó ország által megengedett módon tájékozódik az ország honvédelmi politikájáról, katonai doktrínájáról, a fegyveres erők szervezetéről, tevékenységéről, a katonai tudományok, a technikai hadiipari területekről, az ezeken a területeken tervezett, végrehajtott változtatásokról.
- Ismerteti a magyar honvédelmi és biztonságpolitika, diplomácia kezdeményezéseit, törekszik ezekhez támogatást szerezni.
- Segíti az országban tartósan vagy ideiglenesen tartózkodó magyar katonák és csoportjaik tevékenységét.
- Közreműködik a magas szintű katonai tárgyalások, látogatások előkészítésében és lebonyolításában.
- Utasításra részt vesz megfigyelőként (ellenőrként) különböző katonai, leszerelési egyezmények ellenőrzésében.
- Részt vesz a fegyvertársi-fegyverbaráti kapcsolatok erősítésében.

Az alkalmazott módszerek a következők:
- Tanulmányozzák az adott ország tömegkommunikációjának katonai szempontból lényeges vonatkozásait.
- Hivatalos katonai szervektől tájékoztatást kérnek fontosnak tartott kérdésekről. Személyes tájékozódásra felhasználják mindazon rendezvényeket, amelyekre meghívást kapnak, amelyeket ők szerveznek.
- Látogatásokat tesznek katonai intézményeknél és csapatoknál, meghívás alapján részt vesznek katonai bemutatókon, gyakorlatokon, országismereti és egyéb programokon.
- Részt vesznek az állami, diplomáciai, katonai, attasétestületi, egyes attasék által szervezett protokolláris rendezvényeken, gyakran a feleségükkel.

## A magyar katonai attasék listája, 1997. december 31-i állapot
A magyar katonai attasé hálózat kiterjedtségére példaképpen az alábbiakban ismertetjük az 1997. december 31-i állapotot:
| Ország, főváros                                                | Név, rendfokozat                      | beosztás elnevezése                 |
| -------------------------------------------------------------- | ------------------------------------- | ----------------------------------- |
| Albán Köztársaság (Bulgáriából akkreditálva)                   | Dávid Ede ezredes                     | katonai és légügyi attasé           |
| Amerikai Egyesült Államok Washington                           | Tóth Tamás ezredes                    | véderő, katonai és légügyi attasé   |
|                                                                | Pásztor István őrnagy                 | katonai és légügyi attasé-helyettes |
| Belga Királyság Brüsszel                                       | Nyitrai Károly ezredes                | katonai és légügyi attasé           |
| Bolgár Köztársaság Szófia                                      | Dávid Ede ezredes                     | katonai és légügyi attasé           |
| Bosznia-Hercegovina Köztársaság (Horvátországból akkreditálva) | Szőke Mihály alezredes                | katonai és légügyi attasé           |
| Cseh Köztársaság Prága                                         | Dr. Deáki Tibor Csaba mérnök ezredes  | katonai és légügyi attasé           |
| Dán Királyság Koppenhága                                       | Szabó Zoltán ezredes                  | katonai és légügyi attasé           |
| Egyiptomi Arab Köztársaság Kairó                               | Berényi Miklós ezredes                | katonai és légügyi attasé           |
| Észt Köztársaság (Finnországból akkreditálva)                  | Horváth István ezredes                | katonai és légügyi attasé           |
| Finn Köztársaság Helsinki                                      | Horváth István ezredes                | katonai és légügyi attasé           |
| Francia Köztársaság Párizs                                     | Fekete István alezredes               | véderő attasé                       |
| Görög Köztársaság Athén                                        | Németh András mérnök alezredes        | véderő attasé                       |
| Holland Királyság Hága                                         | Nagy Gábor ezredes                    | katonai és légügyi attasé           |
| Horvát Köztársaság Zágráb                                      | Szőke Mihály alezredes                | katonai és légügyi attasé           |
| Izrael Állam Tel Aviv                                          | Kis-Benedek József ezredes            | véderő attasé                       |
| Jugoszláv Szövetségi Köztársaság Belgrád                       | Hollik András ezredes                 | katonai és légügyi attasé           |
|                                                                | Szappanos Péter őrnagy                | katonai és légügyi attasé-helyettes |
| Kanada (az USA-ból akkreditálva)                               | Tóth Tamás ezredes                    | véderő, katonai és légügyi attasé   |
| Kínai Népköztársaság Peking                                    | Dr. Török László ezredes              | katonai és légügyi attasé           |
| Koreai Köztársaság (Kínából akkreditálva)                      | Dr. Török László ezredes              | katonai és légügyi attasé           |
| Lengyel Köztársaság Varsó                                      | Jurkovich László mérnök alezredes     | katonai és légügyi attasé           |
| Lett Köztársaság (Finnországból akkreditálva)                  | Horváth István ezredes                | katonai és légügyi attasé           |
| Nagy-Britannia London                                          | Hajdú László ezredes                  | katonai és légügyi attasé           |
|                                                                | Gulyás József őrnagy                  | katonai és légügyi attasé-helyettes |
| Német Szövetségi Köztársaság Bonn                              | Lengyel Tivadar                       | véderő attasé                       |
|                                                                | Kaszás Sándor alezredes               | véderő attasé-helyettes             |
| Norvég Királyság (Dániából akkreditálva)                       | Szabó Zoltán ezredes                  | katonai és légügyi attasé           |
| Olasz Köztársaság Róma                                         | Juhász Dezső alezredes                | véderő, katonai és légügyi attasé   |
| Oroszországi Föderáció Moszkva                                 | Tömösvári Zsigmond ezredes            | katonai és légügyi attasé           |
|                                                                | Dr. Nagy Miklós alezredes             | katonai és légügyi attasé-helyettes |
| Osztrák Köztársaság Bécs                                       | Tóth István alezredes                 | katonai és légügyi attasé           |
|                                                                | Szabó József őrnagy                   | katonai és légügyi attasé-helyettes |
| Portugál Köztársaság (Nagy-Britanniából akkreditálva)          | Hajdú László ezredes                  | katonai és légügyi attasé           |
| Románia Bukarest                                               | Keresztes Tamás alezredes             | katonai és légügyi attasé           |
|                                                                | Kóka Zoltán mérnök százados           | katonai és légügyi attasé-helyettes |
| Spanyol Királyság Madrid                                       | Morvai István ezredes                 | véderő, katonai és légügyi attasé   |
| Svájci Államszövetség (Ausztriából akkreditálva)               | Tóth István alezredes                 | véderő attasé                       |
| Svéd Királyság (Finnországból akkreditálva)                    | Horváth István ezredes                | katonai és légügyi attasé           |
| Szlovák Köztársaság Pozsony                                    | Lakner Ede ezredes                    | katonai és légügyi attasé           |
|                                                                | Szabó Zoltán százados                 | katonai és légügyi attasé-helyettes |
| Szlovén Köztársaság Ljubljana                                  | Berentés József alezredes             | katonai és légügyi attasé           |
| Ukrán Köztársaság Kijev                                        | Dr. Gyaraki Károly mérnök vezérőrnagy | katonai és légügyi attasé           |
|                                                                | Hajgató Zsolt mérnök százados         | katonai és légügyi attasé-helyettes |
| Török Köztársaság Ankara                                       | Dr. Fenyves Péter mérnök alezredes    | katonai és légügyi attasé           |